# Chevrolet Chevelle
Die Chevrolet Chevelle ist ein Pkw der Mittelklasse (Intermediates), die in den Modelljahren 1964 bis 1977 von Chevrolet, einer Automarke des General Motors Konzerns (GM), in den USA gebaut wurde. Die Unter-Modellreihen hießen Chevelle 300, Chevelle 300 Deluxe, Chevelle Malibu, Chevelle SS, Chevelle Concours und Chevelle Laguna.
Die Chevelle sollte dem ähnlich großen Ford Fairlane Konkurrenz machen und das Chevrolet-Angebot um ein Modell ergänzen, das sich in Größe und Konzept an den beliebten Modellen von 1955 bis 1957 orientierte. Im Modellprogramm der 1960er Jahre belegten die Chevelle und ihre Luxusversion Malibu den mittleren Bereich zwischen den Kompaktwagen Corvair und Nova einerseits und den großen Modellen Impala und Caprice andererseits.
Das Modellangebot der Chevelle reichte von preisgünstigen Limousinen und Kombis bis zu leistungsfähigen Coupés und Cabrios. Die sportlichen Versionen hießen Chevelle SS (für Super Sport) und zählten zu den Muscle Cars. Am Anfang war der Malibu die Luxusversion der Chevelle-Serie, bis 1977 die ganze Baureihe diesen Namen erhielt. Das Fahrwerk der Chevelle bot auch die Basis für den 1969 eingeführten Chevrolet Monte Carlo, der selbst ein sehr erfolgreiches Modell wurde.
Frühe Design-Entwürfe zeigen, dass die Chevelle ursprünglich die Nova-Namensschilder tragen sollte – eine Bezeichnung, die dann für die kleinere Chevy-II-Serie ab 1968 verwendet wurde.

## Technische Daten

### Motoren
Chevrolet bot verschiedene Sechszylinderreihenmotoren und V8-Motoren für die Chevelle an, die alle als Viertaktmotoren und nach dem Ottoprinzip arbeiten.
Die V8-Chevrolet-Motoren waren entweder Small Block oder Big Block Motoren. Die Unterscheidung erfolgt durch die Länge des Motorblockes und der Bohrung des Zylinders, der in der Regel weniger als 4 Zoll bzw. 101,6 mm beträgt. Lediglich eine von 1970 bis 1980 gebaute Variante des Small Blocks mit 6,6 Liter (400 in3) hatte eine Bohrung von 4,126 Zoll bzw. 104,9 mm. Der Small Block ist darüber hinaus kürzer als der Big Block. Die Entwicklung des Small Block Chevrolet (SBC) geht auf das Jahr 1954 zurück. Der Entwicklungsauftrag an den Chevrolet-Ingenieur Edward „Ed“ Cole lautete, einen kleinen preiswerten V8-Motor zu entwickeln, eben einen Small Block zu bauen.
Die Motoren, unabhängig davon, ob mit sechs oder acht Zylindern, waren längs eingebaut. Sie haben eine OHV-Ventilsteuerung mit je zwei hängenden Ventilen pro Zylinder. Klassischerweise werden die Motoren/-generationen von allen amerikanischen Automobilmarken mit Namen versehen. So hatten auch die in der Chevelle verwendeten Motoren Namen. Die 6-Zylinder-Reihenmotoren wurden „Hi-Thrift“ und „Turbo-Thrift“ genannt, die V8-Small Block-Motoren „Turbo-Fire“ und die Big Blocks „Turbo-Jet“.
Die Bezeichnung entspricht meist dem Hubraum in Kubikzoll.

| Chevrolet Chevelle    | 194                                                                                                   | 230                                                                                                   | 230                                                                                                   | 250                                                                                                   | 283                                                                                                   | 283                                                                                                   | 305                                                                                                   | 307                                                                                                   | 327                                                                                                   | 327                                                                                                   | 327                                                                                                   | 327                                                                                                   | 327                                                                                                   | 283                                                                                                   | 283                                                                                                   | 283                                                                                                   | 396                                                                                                   | 396                                                                                                   | 396                                                                                                   | 396                                                                                                   | 402 später 400                                                                                        | 402 später 400                                                                                        | 402 später 400                                                                                        | 402 später 400                                                                                        | 454                                                                                                   | 454                                                                                                   | 454                                                                                                   |
| --------------------- | --- | --- | --- | --- | --- | --- | --- | --- | --- | --- | --- | --- | --- | --- | --- | --- | --- | --- | --- | --- | --- | --- | --- | --- | --- | --- | --- |
| Bestellcode           | Std-R6                                                                                                | L61                                                                                                   | L26                                                                                                   | L22                                                                                                   | Std-V8                                                                                                | L77                                                                                                   | LG3                                                                                                   | Std-V8/L14                                                                                            | L30                                                                                                   | L73                                                                                                   | L74                                                                                                   | L76                                                                                                   | L79                                                                                                   | L48                                                                                                   | L65                                                                                                   | LM1                                                                                                   | L34                                                                                                   | L35                                                                                                   | L78                                                                                                   | LS3                                                                                                   | LS3                                                                                                   | L34                                                                                                   | LF6                                                                                                   | LT4                                                                                                   | LS4                                                                                                   | LS5                                                                                                   | LS6                                                                                                   |
| Motorname             | Hi-Thrift                                                                                             | Turbo-Thrift                                                                                          | Turbo-Thrift                                                                                          | Turbo-Thrift                                                                                          | Turbo-Fire (Small Block Chevrolet)                                                                    | Turbo-Fire (Small Block Chevrolet)                                                                    | Turbo-Fire (Small Block Chevrolet)                                                                    | Turbo-Fire (Small Block Chevrolet)                                                                    | Turbo-Fire (Small Block Chevrolet)                                                                    | Turbo-Fire (Small Block Chevrolet)                                                                    | Turbo-Fire (Small Block Chevrolet)                                                                    | Turbo-Fire (Small Block Chevrolet)                                                                    | Turbo-Fire (Small Block Chevrolet)                                                                    | Turbo-Fire (Small Block Chevrolet)                                                                    | Turbo-Fire (Small Block Chevrolet)                                                                    | Turbo-Fire (Small Block Chevrolet)                                                                    | Turbo-Jet (Big Block Chevrolet)                                                                       | Turbo-Jet (Big Block Chevrolet)                                                                       | Turbo-Jet (Big Block Chevrolet)                                                                       | Turbo-Jet (Big Block Chevrolet)                                                                       | Turbo-Jet (Big Block Chevrolet)                                                                       | Turbo-Jet (Big Block Chevrolet)                                                                       | Turbo-Jet (Big Block Chevrolet)                                                                       | Turbo-Jet (Big Block Chevrolet)                                                                       | Turbo-Jet (Big Block Chevrolet)                                                                       | Turbo-Jet (Big Block Chevrolet)                                                                       | Turbo-Jet (Big Block Chevrolet)                                                                       |
| Motorart              | Ottomotor                                                                                             | Ottomotor                                                                                             | Ottomotor                                                                                             | Ottomotor                                                                                             | Ottomotor                                                                                             | Ottomotor                                                                                             | Ottomotor                                                                                             | Ottomotor                                                                                             | Ottomotor                                                                                             | Ottomotor                                                                                             | Ottomotor                                                                                             | Ottomotor                                                                                             | Ottomotor                                                                                             | Ottomotor                                                                                             | Ottomotor                                                                                             | Ottomotor                                                                                             | Ottomotor                                                                                             | Ottomotor                                                                                             | Ottomotor                                                                                             | Ottomotor                                                                                             | Ottomotor                                                                                             | Ottomotor                                                                                             | Ottomotor                                                                                             | Ottomotor                                                                                             | Ottomotor                                                                                             | Ottomotor                                                                                             | Ottomotor                                                                                             |
| Motorarbeitsverfahren | Viertakt                                                                                              | Viertakt                                                                                              | Viertakt                                                                                              | Viertakt                                                                                              | Viertakt                                                                                              | Viertakt                                                                                              | Viertakt                                                                                              | Viertakt                                                                                              | Viertakt                                                                                              | Viertakt                                                                                              | Viertakt                                                                                              | Viertakt                                                                                              | Viertakt                                                                                              | Viertakt                                                                                              | Viertakt                                                                                              | Viertakt                                                                                              | Viertakt                                                                                              | Viertakt                                                                                              | Viertakt                                                                                              | Viertakt                                                                                              | Viertakt                                                                                              | Viertakt                                                                                              | Viertakt                                                                                              | Viertakt                                                                                              | Viertakt                                                                                              | Viertakt                                                                                              | Viertakt                                                                                              |
| Motorbauart           | 6-Zylinder-Reihenmotor, längseingebaut                                                                | 6-Zylinder-Reihenmotor, längseingebaut                                                                | 6-Zylinder-Reihenmotor, längseingebaut                                                                | 6-Zylinder-Reihenmotor, längseingebaut                                                                | 8-Zylinder-V-Motor, längseingebaut                                                                    | 8-Zylinder-V-Motor, längseingebaut                                                                    | 8-Zylinder-V-Motor, längseingebaut                                                                    | 8-Zylinder-V-Motor, längseingebaut                                                                    | 8-Zylinder-V-Motor, längseingebaut                                                                    | 8-Zylinder-V-Motor, längseingebaut                                                                    | 8-Zylinder-V-Motor, längseingebaut                                                                    | 8-Zylinder-V-Motor, längseingebaut                                                                    | 8-Zylinder-V-Motor, längseingebaut                                                                    | 8-Zylinder-V-Motor, längseingebaut                                                                    | 8-Zylinder-V-Motor, längseingebaut                                                                    | 8-Zylinder-V-Motor, längseingebaut                                                                    | 8-Zylinder-V-Motor, längseingebaut                                                                    | 8-Zylinder-V-Motor, längseingebaut                                                                    | 8-Zylinder-V-Motor, längseingebaut                                                                    | 8-Zylinder-V-Motor, längseingebaut                                                                    | 8-Zylinder-V-Motor, längseingebaut                                                                    | 8-Zylinder-V-Motor, längseingebaut                                                                    | 8-Zylinder-V-Motor, längseingebaut                                                                    | 8-Zylinder-V-Motor, längseingebaut                                                                    | 8-Zylinder-V-Motor, längseingebaut                                                                    | 8-Zylinder-V-Motor, längseingebaut                                                                    | 8-Zylinder-V-Motor, längseingebaut                                                                    |
| Hubraum               | 3185 cm3 (194,4 in3)                                                                                  | 3776 cm3 (230 in3)                                                                                    | 3776 cm3 (230 in3)                                                                                    | 4093 cm3 (250 in3)                                                                                    | 4645 cm3 (283 in3)                                                                                    | 4645 cm3 (283 in3)                                                                                    | 5002 cm3 (305 in3)                                                                                    | 5048 cm3 (307 in3)                                                                                    | 5354 cm3 (327 in3)                                                                                    | 5354 cm3 (327 in3)                                                                                    | 5354 cm3 (327 in3)                                                                                    | 5354 cm3 (327 in3)                                                                                    | 5354 cm3 (327 in3)                                                                                    | 5733 cm3 (350 in3)                                                                                    | 5733 cm3 (350 in3)                                                                                    | 5733 cm3 (350 in3)                                                                                    | 6489 cm3 (396 in3)                                                                                    | 6489 cm3 (396 in3)                                                                                    | 6489 cm3 (396 in3)                                                                                    | 6489 cm3 (396 in3)                                                                                    | 6603 cm3 (402 in3)                                                                                    | 6603 cm3 (402 in3)                                                                                    | 6603 cm3 (402 in3)                                                                                    | 6603 cm3 (402 in3)                                                                                    | 7446 cm3 (454 in3)                                                                                    | 7446 cm3 (454 in3)                                                                                    | 7446 cm3 (454 in3)                                                                                    |
| Bohrung × Hub         | 90,5 mm × 82,6 mm (3,563 in × 3,25 in)                                                                | 98,5 mm × 82,6 mm (3,875 in × 3,25 in)                                                                | 98,5 mm × 82,6 mm (3,875 in × 3,25 in)                                                                | 98,5 mm × 89,7 mm (3,875 in × 3,531 in)                                                               | 98,45 mm × 76,2 mm (3,875 in × 3,00 in)                                                               | 98,45 mm × 76,2 mm (3,875 in × 3,00 in)                                                               | 94,9 mm × 88,4 mm (3,736 in × 3,48 in)                                                                | 98,5 mm × 82,8 mm (3,875 in × 3,25 in)                                                                | 101,6 mm × 82,6 mm (4 in × 3,25 in)                                                                   | 101,6 mm × 82,6 mm (4 in × 3,25 in)                                                                   | 101,6 mm × 82,6 mm (4 in × 3,25 in)                                                                   | 101,6 mm × 82,6 mm (4 in × 3,25 in)                                                                   | 101,6 mm × 82,6 mm (4 in × 3,25 in)                                                                   | 101,6 mm × 88,4 mm (4 in × 3,48 in)                                                                   | 101,6 mm × 88,4 mm (4 in × 3,48 in)                                                                   | 101,6 mm × 88,4 mm (4 in × 3,48 in)                                                                   | 104 mm × 95,5 mm (4,094 in × 3,76 in)                                                                 | 104 mm × 95,5 mm (4,094 in × 3,76 in)                                                                 | 104 mm × 95,5 mm (4,094 in × 3,76 in)                                                                 | 104 mm × 95,5 mm (4,094 in × 3,76 in)                                                                 | 104,9 mm × 95,5 mm (4,126 in × 3,76 in)                                                               | 104,9 mm × 95,5 mm (4,126 in × 3,76 in)                                                               | 104,9 mm × 95,5 mm (4,126 in × 3,76 in)                                                               | 104,9 mm × 95,5 mm (4,126 in × 3,76 in)                                                               | 108 mm × 101,6 mm (4,25 in × 4 in)                                                                    | 108 mm × 101,6 mm (4,25 in × 4 in)                                                                    | 108 mm × 101,6 mm (4,25 in × 4 in)                                                                    |
| Bankwinkel            | – | – | – | – | 90°                                                                                                   | 90°                                                                                                   | 90°                                                                                                   | 90°                                                                                                   | 90°                                                                                                   | 90°                                                                                                   | 90°                                                                                                   | 90°                                                                                                   | 90°                                                                                                   | 90°                                                                                                   | 90°                                                                                                   | 90°                                                                                                   | 90°                                                                                                   | 90°                                                                                                   | 90°                                                                                                   | 90°                                                                                                   | 90°                                                                                                   | 90°                                                                                                   | 90°                                                                                                   | 90°                                                                                                   | 90°                                                                                                   | 90°                                                                                                   | 90°                                                                                                   |
| Ventilsteuerung       | OHV, zwei hängende Ventile mit seitlicher Nockenwelle, Stößelstangen und Kipphebeln                   | OHV, zwei hängende Ventile mit seitlicher Nockenwelle, Stößelstangen und Kipphebeln                   | OHV, zwei hängende Ventile mit seitlicher Nockenwelle, Stößelstangen und Kipphebeln                   | OHV, zwei hängende Ventile mit seitlicher Nockenwelle, Stößelstangen und Kipphebeln                   | OHV, zwei hängende Ventile mit zentraler Nockenwelle, Stößelstangen und Kipphebeln                    | OHV, zwei hängende Ventile mit zentraler Nockenwelle, Stößelstangen und Kipphebeln                    | OHV, zwei hängende Ventile mit zentraler Nockenwelle, Stößelstangen und Kipphebeln                    | OHV, zwei hängende Ventile mit zentraler Nockenwelle, Stößelstangen und Kipphebeln                    | OHV, zwei hängende Ventile mit zentraler Nockenwelle, Stößelstangen und Kipphebeln                    | OHV, zwei hängende Ventile mit zentraler Nockenwelle, Stößelstangen und Kipphebeln                    | OHV, zwei hängende Ventile mit zentraler Nockenwelle, Stößelstangen und Kipphebeln                    | OHV, zwei hängende Ventile mit zentraler Nockenwelle, Stößelstangen und Kipphebeln                    | OHV, zwei hängende Ventile mit zentraler Nockenwelle, Stößelstangen und Kipphebeln                    | OHV, zwei hängende Ventile mit zentraler Nockenwelle, Stößelstangen und Kipphebeln                    | OHV, zwei hängende Ventile mit zentraler Nockenwelle, Stößelstangen und Kipphebeln                    | OHV, zwei hängende Ventile mit zentraler Nockenwelle, Stößelstangen und Kipphebeln                    | OHV, zwei hängende Ventile mit zentraler Nockenwelle, Stößelstangen und Kipphebeln                    | OHV, zwei hängende Ventile mit zentraler Nockenwelle, Stößelstangen und Kipphebeln                    | OHV, zwei hängende Ventile mit zentraler Nockenwelle, Stößelstangen und Kipphebeln                    | OHV, zwei hängende Ventile mit zentraler Nockenwelle, Stößelstangen und Kipphebeln                    | OHV, zwei hängende Ventile mit zentraler Nockenwelle, Stößelstangen und Kipphebeln                    | OHV, zwei hängende Ventile mit zentraler Nockenwelle, Stößelstangen und Kipphebeln                    | OHV, zwei hängende Ventile mit zentraler Nockenwelle, Stößelstangen und Kipphebeln                    | OHV, zwei hängende Ventile mit zentraler Nockenwelle, Stößelstangen und Kipphebeln                    | OHV, zwei hängende Ventile mit zentraler Nockenwelle, Stößelstangen und Kipphebeln                    | OHV, zwei hängende Ventile mit zentraler Nockenwelle, Stößelstangen und Kipphebeln                    | OHV, zwei hängende Ventile mit zentraler Nockenwelle, Stößelstangen und Kipphebeln                    |
| Nockenwellenantrieb   | Zahnräder                                                                                             | Zahnräder                                                                                             | Zahnräder                                                                                             | Zahnräder                                                                                             | Kette                                                                                                 | Kette                                                                                                 | Kette                                                                                                 | Kette                                                                                                 | Kette                                                                                                 | Kette                                                                                                 | Kette                                                                                                 | Kette                                                                                                 | Kette                                                                                                 | Kette                                                                                                 | Kette                                                                                                 | Kette                                                                                                 | Kette                                                                                                 | Kette                                                                                                 | Kette                                                                                                 | Kette                                                                                                 | Kette                                                                                                 | Kette                                                                                                 | Kette                                                                                                 | Kette                                                                                                 | Kette                                                                                                 | Kette                                                                                                 | Kette                                                                                                 |
| Kühlung               | Wasserkühlung, mit an der Wasserpumpe montiertem Lüfter, starr oder motorabhängig über Visco-Kupplung | Wasserkühlung, mit an der Wasserpumpe montiertem Lüfter, starr oder motorabhängig über Visco-Kupplung | Wasserkühlung, mit an der Wasserpumpe montiertem Lüfter, starr oder motorabhängig über Visco-Kupplung | Wasserkühlung, mit an der Wasserpumpe montiertem Lüfter, starr oder motorabhängig über Visco-Kupplung | Wasserkühlung, mit an der Wasserpumpe montiertem Lüfter, starr oder motorabhängig über Visco-Kupplung | Wasserkühlung, mit an der Wasserpumpe montiertem Lüfter, starr oder motorabhängig über Visco-Kupplung | Wasserkühlung, mit an der Wasserpumpe montiertem Lüfter, starr oder motorabhängig über Visco-Kupplung | Wasserkühlung, mit an der Wasserpumpe montiertem Lüfter, starr oder motorabhängig über Visco-Kupplung | Wasserkühlung, mit an der Wasserpumpe montiertem Lüfter, starr oder motorabhängig über Visco-Kupplung | Wasserkühlung, mit an der Wasserpumpe montiertem Lüfter, starr oder motorabhängig über Visco-Kupplung | Wasserkühlung, mit an der Wasserpumpe montiertem Lüfter, starr oder motorabhängig über Visco-Kupplung | Wasserkühlung, mit an der Wasserpumpe montiertem Lüfter, starr oder motorabhängig über Visco-Kupplung | Wasserkühlung, mit an der Wasserpumpe montiertem Lüfter, starr oder motorabhängig über Visco-Kupplung | Wasserkühlung, mit an der Wasserpumpe montiertem Lüfter, starr oder motorabhängig über Visco-Kupplung | Wasserkühlung, mit an der Wasserpumpe montiertem Lüfter, starr oder motorabhängig über Visco-Kupplung | Wasserkühlung, mit an der Wasserpumpe montiertem Lüfter, starr oder motorabhängig über Visco-Kupplung | Wasserkühlung, mit an der Wasserpumpe montiertem Lüfter, starr oder motorabhängig über Visco-Kupplung | Wasserkühlung, mit an der Wasserpumpe montiertem Lüfter, starr oder motorabhängig über Visco-Kupplung | Wasserkühlung, mit an der Wasserpumpe montiertem Lüfter, starr oder motorabhängig über Visco-Kupplung | Wasserkühlung, mit an der Wasserpumpe montiertem Lüfter, starr oder motorabhängig über Visco-Kupplung | Wasserkühlung, mit an der Wasserpumpe montiertem Lüfter, starr oder motorabhängig über Visco-Kupplung | Wasserkühlung, mit an der Wasserpumpe montiertem Lüfter, starr oder motorabhängig über Visco-Kupplung | Wasserkühlung, mit an der Wasserpumpe montiertem Lüfter, starr oder motorabhängig über Visco-Kupplung | Wasserkühlung, mit an der Wasserpumpe montiertem Lüfter, starr oder motorabhängig über Visco-Kupplung | Wasserkühlung, mit an der Wasserpumpe montiertem Lüfter, starr oder motorabhängig über Visco-Kupplung | Wasserkühlung, mit an der Wasserpumpe montiertem Lüfter, starr oder motorabhängig über Visco-Kupplung | Wasserkühlung, mit an der Wasserpumpe montiertem Lüfter, starr oder motorabhängig über Visco-Kupplung |

Die angegebene Leistung der Motoren variiert von Modelljahr zu Modelljahr und wird aus diesem Grund getrennt für jedes Modelljahr im Artikel angegeben.
Dies wurde unter anderem durch Änderungen der Ansaug- und Abgaswege erreicht, oder durch die Änderung des Verdichtungsverhältnisses. Geschuldet war dies gesetzlichen Anforderungen zum Umweltschutz wie zum Beispiel der Einführung von bleifreiem Kraftstoff Anfang der 1970er Jahre.
Weiter ist wichtig, dass die Motorleistung nach den Standards SAE J245 und J1995 gemessen wurde. Dabei wird der Motor auf einem Motorenprüfstand an eine Wirbelstrombremse angeschlossen (daher der Name Bremsleistung) und auf seine Leistungsfähigkeit geprüft. Lichtmaschine, Luftfilter, Kühlmittelpumpe und weitere Nebenaggregate des Motors wurden abgebaut, was die Leistung des Motors höher scheinen lässt, als sie tatsächlich ist. Darüber hinaus wurde zugunsten von niedrigen Versicherungsprämien die Leistung manchmal auch niedriger angegeben. Daher sind frühe SAE-Leistungsangaben nicht mit DIN-Leistungsangaben nach DIN 70020 oder ISO 1585 vergleichbar und können als Anhaltspunkt für die ungefähre Einordnung dienen.
1971 erfolgte eine parallel Angabe von Brutto- und Netto-Wert. Ab 1972 wurden Nettowerte angegeben. Aus diesem Grund erfolgt für 1970 keine Angabe von Nettoleistungen und ab 1972 keine Angabe der Bruttoleistung.
Quellen: 

### Getriebe
Die Chevelle konnte mit verschiedenen manuellen und automatischen Getrieben bestellt werden, zudem mit Lenkstockschaltung oder Wählhebel bzw. Schalthebel auf dem Mitteltunnel bzw. der Mittelkonsole je nach gewählten Optionen.

#### Schieberadgetriebe
Es waren Schieberad-Getriebe mit Schrägverzahnung mit drei oder vier Gängen verfügbar, auf Wunsch mit Overdrive.

#### Wandlergetriebe
Das Powerglide war ein Zwei-Gang-Automatikgetriebe von General Motors. Es hatte einen hydrodynamischen Drehmomentwandler mit Kupplungspaket und zweistufigem Planetengetriebe und war in erster Linie für Chevrolets im Zeitraum von Januar 1950 bis 1973 verfügbar. Mit der Einführung der Turbo Hydra-Matic wurde es aus dem Programm genommen.

Das Turbo Hydra-Matic stammt ebenfalls von General Motors. Dieses Getriebe hatte wie auch das Powerglide einen hydrodynamischen Drehmomentwandler, aber einen Simpson-Planetengetriebestrang mit drei Vorwärtsfahrstufen, wobei der Wählhebel die Positionen 1, 2, Drive, Neutral, Park und Rückwärts hatte. In der Chevelle wurden die Turbo-Hydra-Matic-Typen TH350 und TH400 eingesetzt. Die Typenbezeichnung des Getriebes gibt das nominale Eingangsdrehmoment von 475 N·m (350 lbf·ft) beziehungsweise 542 N·m (400 lbf·ft) an.

## Chevelle (1964–1967)

### 1964
Im Modelljahr 1964 brachte Chevrolet als neues Mittelklassemodell die Chevelle heraus, die stilistisch vom kleineren und gradlinigen Chevy II / Nova abgeleitet war, jedoch anders als der Chevy II gewölbte Seitenscheiben hatte. Die Fertigung erfolgte in Atlanta, Baltimore und Kansas City (Missouri) sowie in einer komplett neuen Fabrik in Fremont (Kalifornien). Die Chevelle hatte einen Rahmen, auf dem die Stahlblechkarosserie montiert war. Der Karosserieteil ab der Spritzwand bis zum Heck war in einem Teil geschweißt, die Front wurde komplett geschraubt. Sie besaß an der Vorderachse eine Einzelradaufhängung und hinten eine Starrachse mit Längslenkern sowie Hinterradantrieb. Die Federung war vorn wie hinten mit Schraubenfedern ausgeführt. An allen Räder waren Trommelbremsen in einem Zweikreisbremssystem montiert. Ein Bremskraftverstärker oder Scheibenbremsen an der Vorderachse war als Extra bestellbar. In dieser Generation besaßen alle Modelle einen gleichen Radstand von 2921 mm (115 in) und eine Gesamtlänge von 4925 mm bis 5050 mm (193,9 in bis 198,8 in). Die Spurweite betrug vorn wie hinten 1473,2 mm (58 in), die Fahrzeughöhe, je nach Modell, zwischen 1371 mm und 1379 mm (54 in bis 54,3 in). Alle Chevelle der ersten Generation hatten bereits eine Windschutzscheibe aus Verbund-Sicherheitsglas (VSG), die Seitenscheiben und die Heckscheibe bestanden aus Einscheiben-Sicherheitsglas (ESG), außer beim Cabriolet, dort war die Heckscheibe aus Kunststoff. Das Tankvolumen betrug ca. 76 Liter (20 Gallonen).
Die Fahrzeuge gab es zunächst in zwei Unterserien, der einfacheren Chevelle 300 und der luxuriöseren Chevelle Malibu. Beide hatten die Seriennummer 0300 und waren mit Sechszylinder-Reihenmotoren aus der Chevy II / Nova – Reihen- oder V8-Motoren von den Full-Size-Chevrolets verfügbar. Während es vom 300 sechssitzige Limousinen mit zwei oder vier Türen und sechssitzige Kombis mit drei oder fünf Türen gab, kamen beim Malibu noch ein 2-türiges Sportcoupé, ohne B-Säule und ein 2-türiges Cabriolet mit je fünf Sitzplätzen dazu. Der Kombi der Malibu-Version konnte auf Wunsch mit einer dritten Sitzbank im Kofferraum ausgestattet werden und wurde so zum Neunsitzer. Auf Wunsch gab es ein Super-Sport-Paket mit einer sportlicheren Ausstattung, w. z. B. Einzelsitzen, stärkeren Motoren und einer SS-Beschriftung.
Im Modelljahr wurden insgesamt 142.034 Fahrzeuge mit 6-Zylinder-Motor und 196.252 mit V8 hergestellt. Die meisten Kunden wählten eine Malibu-Variante.
Die Liste möglicher Extras umfasste unter anderem eine Klimaanlage (317 USD), Bremskraftverstärker (3 USD) und Servolenkung (75 USD) sowie verschiedene Radio-Varianten (von 48 bis 70 USD). Selbst elektrisch verstellbare Sitze waren verfügbar. Die Powerglide-Automatik war für alle Motoren verfügbar und kostete 167 USD. Vordere Sicherheitsgurte gehörten nicht zur Serienausstattung und mussten für 19 USD extra bestellt werden, für die hinteren Sitze waren keine verfügbar.

| Chevrolet Chevelle                                  | 194                           | 230                           | 283                                | 283                                   | 327                                   | 327                                   | 327                                   |
| --------------------------------------------------- | ----------------------------- | ----------------------------- | ---------------------------------- | ------------------------------------- | ------------------------------------- | ------------------------------------- | ------------------------------------- |
| Bestellcode                                         | Std-R6                        | L61                           | Std-V8                             | L77                                   | L30                                   | L74                                   | L76                                   |
| Motorname                                           | Hi-Thrift                     | Turbo-Thrift                  | Turbo-Fire (Small Block Chevrolet) | Turbo-Fire (Small Block Chevrolet)    | Turbo-Fire (Small Block Chevrolet)    | Turbo-Fire (Small Block Chevrolet)    | Turbo-Fire (Small Block Chevrolet)    |
| Bremsleistung (brutto SAE-PS) bei Drehzahl in min−1 | 120 SAE-HP bei 4400           | 155 SAE-HP bei 4400           | 195 SAE-HP bei 4800                | 220 SAE-HP bei 4800                   | 250 SAE-HP bei 4400                   | 300 SAE-HP bei 5000                   | 365 SAE-HP bei 6200                   |
| max. brutto Drehmoment bei min−1                    | 240 Nm (177 lbf·ft) bei 2400  | 291 Nm (215 lbf·ft) bei 2400  | 386 Nm (285 lbf·ft) bei 2400       | 400 Nm (295 lbf·ft) bei 2400          | 474 Nm (350 lbf·ft) bei 2800          | 488 Nm (360 lbf·ft) bei 3200          | 474 Nm (350 lbf·ft) bei 4000          |
| Verdichtung                                         | 8,5 : 1                       | 8,5 : 1                       | 9,25 : 1                           | 9,25 : 1                              | 10,5 : 1                              | 10,5 : 1                              | 11,0 : 1                              |
| Gemischaufbereitung                                 | ein Fallstrom-Einfachvergaser | ein Fallstrom-Einfachvergaser | ein Fallstrom-Doppelvergaser       | ein Fallstrom-Doppel-Registervergaser | ein Fallstrom-Doppel-Registervergaser | ein Fallstrom-Doppel-Registervergaser | ein Fallstrom-Doppel-Registervergaser |

### 1965
1965 wurde die Chevelle-Reihe leicht überarbeitet und in vier Unterserien aufgespalten. Bei gleichem Radstand wuchsen die Limousinen und Coupés auf 4994 mm (196,6 in) und die Kombis auf 5116 mm (201,4 in), wurden aber etwas flacher (ca. 30 mm). Die Seitenlinie wurde unverändert übernommen. Der Grill erhielt eine mittig teilende Chromstrebe, die Stoßstange bekam Schlitze neben den Blinkleuchten. Die Rückleuchten wurden etwas größer und die Rückfahrscheinwerfer wanderten in die Stoßstange. Vordere Sicherheitsgurte wurden zur Serienausstattung.
Einfachste Ausführung war, wie bisher, die Chevelle 300, dessen Sechszylinderausführungen die neue Seriennummer 131 erhielten, wobei die V8-Versionen als Serie 132 bezeichnet wurden. Außer den beiden Limousinen gab es den 3-türigen Kombi. Etwas eleganter waren die Chevelle 300 Deluxe, die die Seriennummern 133 / 134 belegten und als Limousinen oder 5-türiger Kombi erhältlich waren. Spitzenmodell war die Chevelle Malibu Serie 135 / 136, von der es ein 2-türiges Cabriolet, ein 2-türiges Hardtop-Coupé, eine 4-türige Limousine und einen 5-türigen Kombi zu kaufen gab. Die Chevelle Super Sport wurde zur eigenen Unterserie mit den Nummern 137 / 138 und war als Cabriolet und Hardtop-Coupé mit zwei Türen erhältlich. Auf den Wagenseiten stand „Malibu SS“ zu lesen.
Die Modelle unterschieden sich hauptsächlich durch den Chromzierat, Bodenbelag (Vinyl und Teppich) sowie ggf. gepolsterten Armlehnen. Auch im zweiten Jahr waren die Malibu-Serien die meistverkauften.
Das Chevelle Super Sport Paket umfasste neben den entsprechenden Emblemen und Schriftzügen vor allem Einzelsitze und eine Mittelkonsole sowie die hochwertigere Vinyl-Innenausstattung. Zusätzlich besaß die Instrumententafel eine Anzeige für die Motortemperatur, Bordspannung und Öldruck.
Mittels des Bestellcodes RPO Z16 war die leistungsstärkste Motorisierung als Chevelle SS-396 bestellbar. Das Paket beinhaltete den 6,5 Liter-V8 mit 375 brutto SAE-HP und Registerrohrauspuff. Es beinhaltet das manuelle 4-Gang-Schaltgetriebe, stärkere Federn und andere Stoßdämpfer sowie einen 160 mph-Tacho. Serie war ebenfalls ein AM/FM-Stereo-Radio. Das Paket kostete 1501 USD und wurde von 201 Kunden bestellt.

| Chevrolet Chevelle                                  | 194                           | 230                           | 283                                | 283                                   | 327                                   | 327                                   | 327                                   | 396                                   |
| --------------------------------------------------- | ----------------------------- | ----------------------------- | ---------------------------------- | ------------------------------------- | ------------------------------------- | ------------------------------------- | ------------------------------------- | ------------------------------------- |
| Bestellcode                                         | Std-R6                        | L26                           | Std-V8                             | L77                                   | L30                                   | L74                                   | L79                                   | L78                                   |
| Motorname                                           | Hi-Thrift                     | Turbo-Thrift                  | Turbo-Fire (Small Block Chevrolet) | Turbo-Fire (Small Block Chevrolet)    | Turbo-Fire (Small Block Chevrolet)    | Turbo-Fire (Small Block Chevrolet)    | Turbo-Fire (Small Block Chevrolet)    | Turbo-Jet (Big Block Chevrolet)       |
| Bremsleistung (brutto SAE-PS) bei Drehzahl in min−1 | 120 SAE-HP bei 4400           | 140 SAE-HP bei 4400           | 195 SAE-HP bei 4800                | 220 SAE-HP bei 4800                   | 250 SAE-HP bei 4400                   | 300 SAE-HP bei 5000                   | 350 SAE-HP bei 5800                   | 375 SAE-HP bei 5600                   |
| max. brutto Drehmoment bei min−1                    | 240 Nm (177 lbf·ft) bei 2400  | 298 Nm (220 lbf·ft) bei 1600  | 386 Nm (285 lbf·ft) bei 2400       | 400 Nm (295 lbf·ft) bei 3200          | 474 Nm (350 lbf·ft) bei 2800          | 488 Nm (360 lbf·ft) bei 3200          | 474 Nm (360 lbf·ft) bei 3600          | 563 Nm (415 lbf·ft) bei 3600          |
| Verdichtung                                         | 8,5 : 1                       | 8,5 : 1                       | 9,25 : 1                           | 9,25 : 1                              | 10,5 : 1                              | 10,5 : 1                              | 11,0 : 1                              | 11,0 : 1                              |
| Gemischaufbereitung                                 | ein Fallstrom-Einfachvergaser | ein Fallstrom-Einfachvergaser | ein Fallstrom-Doppelvergaser       | ein Fallstrom-Doppel-Registervergaser | ein Fallstrom-Doppel-Registervergaser | ein Fallstrom-Doppel-Registervergaser | ein Fallstrom-Doppel-Registervergaser | ein Fallstrom-Doppel-Registervergaser |

### 1966
Im Modelljahr 1966 bekamen alle Chevelle eine neue Karosserie in der modernen Trapezform (mit nach vorne geneigter Front und leicht nach hinten geneigtem Heckabschlussblech) und einen deutlicheren Hüftknick über den hinteren Radausschnitten. Der Frontgrill umfasste auch die Kotflügelvorderkanten. Die Rückleuchten erhielten schmalere Gehäuse. Der Kunde konnte aus 16 Außenfarben und (modellabhängig) sechs Innenfarben wählen. Scheibenwischer mit zwei Geschwindigkeiten und eine Scheibenwaschanlage gehörten zur Serie, ebenso wie ein abblendbarer Innenspiegel. Ein höhenverstellbares Lenkrad, elektrische Fensterheber, eine Geschwindigkeitsregelanlage, Bremskraftverstärker und Servolenkung waren noch immer Extras.
Der 3-türige Kombi der Chevelle-300-Reihe wurde aufgegeben, dafür erhielt die Chevelle-Malibu-Reihe als neues Modell eine 4-türige Hardtop-Limousine. Die Super Sport wurde zum SS396 mit 6,5-Liter-V8-Motor, enthielt alle Ausstattungsmerkmale der Malibu und verkaufte sich über 70.000-mal; die Sechszylindervariante entfiel. Als SS konnten Hardtop-Coupés oder Cabriolets bestellt werden.
Im Modelljahr wurden 28.600 Chevelle 300, 37.500 Chevelle 300 Deluxe und 241.500 Chevelle Malibu, von denen mehr als 3/4 einen V8 bekamen, (jeweils ohne Kombi) verkauft.

| Chevrolet Chevelle                                  | 194                           | 230                           | 283                                | 283                                   | 327                                   | 327                                   | 396                                   | 396                                   | 396                                   |
| --------------------------------------------------- | ----------------------------- | ----------------------------- | ---------------------------------- | ------------------------------------- | ------------------------------------- | ------------------------------------- | ------------------------------------- | ------------------------------------- | ------------------------------------- |
| Bestellcode                                         | Std-R6                        | L26                           | Std-V8                             | L77                                   | L30                                   | L79                                   | L35                                   | L34                                   | L78                                   |
| Motorname                                           | Hi-Thrift                     | Turbo-Thrift                  | Turbo-Fire (Small Block Chevrolet) | Turbo-Fire (Small Block Chevrolet)    | Turbo-Fire (Small Block Chevrolet)    | Turbo-Fire (Small Block Chevrolet)    | Turbo-Jet (Big Block Chevrolet)       | Turbo-Jet (Big Block Chevrolet)       | Turbo-Jet (Big Block Chevrolet)       |
| Bremsleistung (brutto SAE-PS) bei Drehzahl in min−1 | 120 SAE-HP bei 4400           | 140 SAE-HP bei 4400           | 195 SAE-HP bei 4800                | 220 SAE-HP bei 4800                   | 275 SAE-HP bei 4800                   | 350 SAE-HP bei 5800                   | 325 SAE-HP bei 4800                   | 360 SAE-HP bei 5200                   | 375 SAE-HP bei 5600                   |
| max. brutto Drehmoment bei min−1                    | 240 Nm (177 lbf·ft) bei 2400  | 298 Nm (220 lbf·ft) bei 1600  | 386 Nm (285 lbf·ft) bei 2400       | 400 Nm (295 lbf·ft) bei 3200          | 481 Nm (355 lbf·ft) bei 3200          | 474 Nm (360 lbf·ft) bei 3600          | 556 Nm (410 lbf·ft) bei 3200          | 569 Nm (420 lbf·ft) bei 3600          | 563 Nm (415 lbf·ft) bei 3600          |
| Verdichtung                                         | 8,5 : 1                       | 8,5 : 1                       | 9,25 : 1                           | 9,25 : 1                              | 10,25 : 1                             | 10,25 : 1                             | 10,25 : 1                             | 10,25 : 1                             | 11,0 : 1                              |
| Gemischaufbereitung                                 | ein Fallstrom-Einfachvergaser | ein Fallstrom-Einfachvergaser | ein Fallstrom-Doppelvergaser       | ein Fallstrom-Doppel-Registervergaser | ein Fallstrom-Doppel-Registervergaser | ein Fallstrom-Doppel-Registervergaser | ein Fallstrom-Doppel-Registervergaser | ein Fallstrom-Doppel-Registervergaser | ein Fallstrom-Doppel-Registervergaser |

### 1967

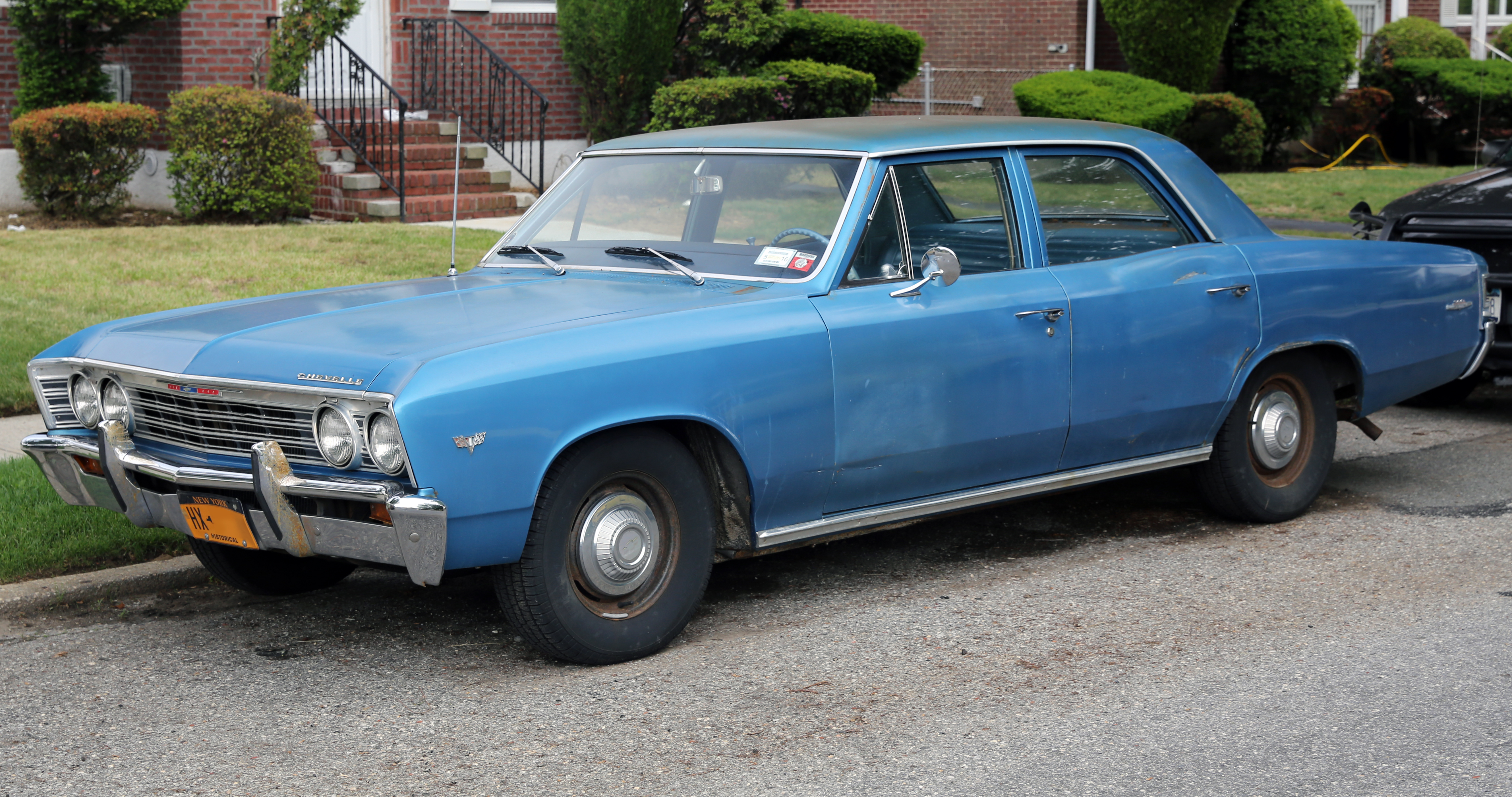
Chevrolet Chevelle 300 Deluxe Limousine (1967)

Leichte Retuschen kennzeichneten das Modelljahr 1967. Die Rückleuchten wurden wieder größer und saßen ebenfalls an der Kotflügelsenkrechten. Neu waren serienmäßig verbaute statische Sicherheitsgurte für die Rückbank und Rollgurte für die Vordersitze.
Zur Modellpalette des Vorjahres kam noch ein 5-türiger Luxuskombi mit Holzimitat an den Fahrzeugseiten unter dem Namen Chevelle Concours Serien 137 / 138 dazu (Die Seriennummer 138 war damit in diesem Jahr zweimal vergeben!). Der Malibu erhielt Walnussimitat am Armaturenbrett und beleuchtete Bedienelemente. Die SS396-Modelle waren auf Wunsch mit der neuen GM 3-Gang Turbo-HydraMatic kombinierbar. Für die Einzelsitze waren Kopfstützen verfügbar.
Vor dem Start des komplett neuen 1968er Modells wurde keine wesentlichen technischen Änderungen vorgenommen.
In vier Jahren entstanden insgesamt ca. 1.490.000 Chevelle der 1. Generation.
| Chevrolet Chevelle                                  | 230                           | 250                           | 283                                | 327                                   | 327                                   | 396                                   | 396                                   | 396                                   |
| --------------------------------------------------- | ----------------------------- | ----------------------------- | ---------------------------------- | ------------------------------------- | ------------------------------------- | ------------------------------------- | ------------------------------------- | ------------------------------------- |
| Bestellcode                                         | Std-R6                        | L22                           | Std-V8                             | L30                                   | L79                                   | L35                                   | L34                                   | L78                                   |
| Motorname                                           | Turbo-Thrift                  | Turbo-Thrift                  | Turbo-Fire (Small Block Chevrolet) | Turbo-Fire (Small Block Chevrolet)    | Turbo-Fire (Small Block Chevrolet)    | Turbo-Jet (Big Block Chevrolet)       | Turbo-Jet (Big Block Chevrolet)       | Turbo-Jet (Big Block Chevrolet)       |
| Bremsleistung (brutto SAE-PS) bei Drehzahl in min−1 | 140 SAE-HP bei 4400           | 155 SAE-HP bei 4200           | 195 SAE-HP bei 4600                | 275 SAE-HP bei 4800                   | 325 SAE-HP bei 5600                   | 325 SAE-HP bei 4800                   | 350 SAE-HP bei 5200                   | 375 SAE-HP bei 5600                   |
| max. brutto Drehmoment bei min−1                    | 298 Nm (220 lbf·ft) bei 1600  | 319 Nm (235 lbf·ft) bei 1600  | 386 Nm (285 lbf·ft) bei 2400       | 481 Nm (355 lbf·ft) bei 3200          | 481 Nm (355 lbf·ft) bei 3600          | 556 Nm (410 lbf·ft) bei 3200          | 563 Nm (415 lbf·ft) bei 3400          | 563 Nm (415 lbf·ft) bei 3600          |
| Verdichtung                                         | 8,5 : 1                       | 8,5 : 1                       | 9,25 : 1                           | 10,0 : 1                              | 11,0 : 1                              | 10,25 : 1                             | 10,25 : 1                             | 11,0 : 1                              |
| Gemischaufbereitung                                 | ein Fallstrom-Einfachvergaser | ein Fallstrom-Einfachvergaser | ein Fallstrom-Doppelvergaser       | ein Fallstrom-Doppel-Registervergaser | ein Fallstrom-Doppel-Registervergaser | ein Fallstrom-Doppel-Registervergaser | ein Fallstrom-Doppel-Registervergaser | ein Fallstrom-Doppel-Registervergaser |

### Preisentwicklung Modelljahre 1964–1967
Der Listenpreis bezieht sich auf die jeweils kleinste Motorisierung ohne weitere Optionen für das günstigste Fahrzeug, das in der Regel die 2-türige oder 4-türige Limousine war. In den hellblauen Spalten, sind die gerundeten Preise nach Bereinigung der Inflation (mit Stand 2025) und Umrechnung zum aktuellen Wechselkurs von USD in EURO, für jeweils das erste und letzte Modelljahr, in dem die Variante erschien, zu finden. Die Super Sport-Modelle konnten 1964 als Ausstattungsvariante für alle Modelle bestellt werden. Diese hatten dann eine eigene Modellnummer. Ab 1965 waren sie ausschließlich als Hardtop oder Cabriolet bestellbar und bildeten ein eigenes Modell, 1965 auch mit 6-Zylinder-Motor.
| Listenpreise in US-Dollar     | Listenpreise in US-Dollar | Listenpreise in US-Dollar | Listenpreise in US-Dollar | Listenpreise in US-Dollar | Listenpreise in US-Dollar | Listenpreise in US-Dollar | Listenpreise in US-Dollar | Listenpreise in US-Dollar | Listenpreise in US-Dollar | Listenpreise in US-Dollar | Listenpreise in US-Dollar | Listenpreise in US-Dollar |
| Typ oder Option               | Modellcode                | Modellcode                | Preis                     | 1. Generation             | 1. Generation             | 1. Generation             | 1. Generation             | 1. Generation             | 1. Generation             | 1. Generation             | 1. Generation             | Preis                     |
| Typ oder Option               | Modellcode                | Modellcode                | Stand 2025 in EUR         | 1964                      | 1964                      | 1965                      | 1965                      | 1966                      | 1966                      | 1967                      | 1967                      | Stand 2025 in EUR         |
| Typ oder Option               | R6                        | V8                        | Stand 2025 in EUR         | R6                        | V8                        | R6                        | V8                        | R6                        | V8                        | R6                        | V8                        | Stand 2025 in EUR         |
| ----------------------------- | ------------------------- | ------------------------- | ------------------------- | ------------------------- | ------------------------- | ------------------------- | ------------------------- | ------------------------- | ------------------------- | ------------------------- | ------------------------- | ------------------------- |
| Chevelle 300                  | 53                        | 54                        | 19.400                    | 2.231                     | 2.339                     |                           |                           |                           |                           |                           |                           | 20.400                    |
| Chevelle Malibu               | 55                        | 56                        | 20.500                    | 2.349                     | 2.457                     |                           |                           |                           |                           |                           |                           | 21.400                    |
| Chevelle Malibu SS            | 57                        | 58                        |                           | Nur Option                | Nur Option                |                           |                           |                           |                           |                           |                           |                           |
| Chevelle 300                  | 131                       | 132                       | 18.500                    |                           |                           | 2.156                     | 2.215                     | 2.165                     | 2.271                     | 2.221                     | 2.326                     | 18.800                    |
| Chevelle 300 Deluxe           | 133                       | 134                       | 18.500                    |                           |                           | 2.163                     | 2.236                     | 2.239                     | 2.345                     | 2.295                     | 2.400                     | 19.400                    |
| Chevelle Malibu               | 135                       | 136                       | 19.700                    |                           |                           | 2.299                     | 2.405                     | 2.352                     | 2.458                     | 2.400                     | 2.506                     | 20.300                    |
| Chevelle Super Sport          | 137                       | 138                       | 21.300                    |                           |                           | 2.484                     | 2.590                     | –                         | 2.276                     | –                         | 2.825                     | 22.900                    |
| Chevelle Concours (nur Kombi) | 137                       | 138                       | 23.500                    |                           |                           |                           |                           |                           |                           | 2.827                     | 2.933                     | 23.700                    |

### Galerie

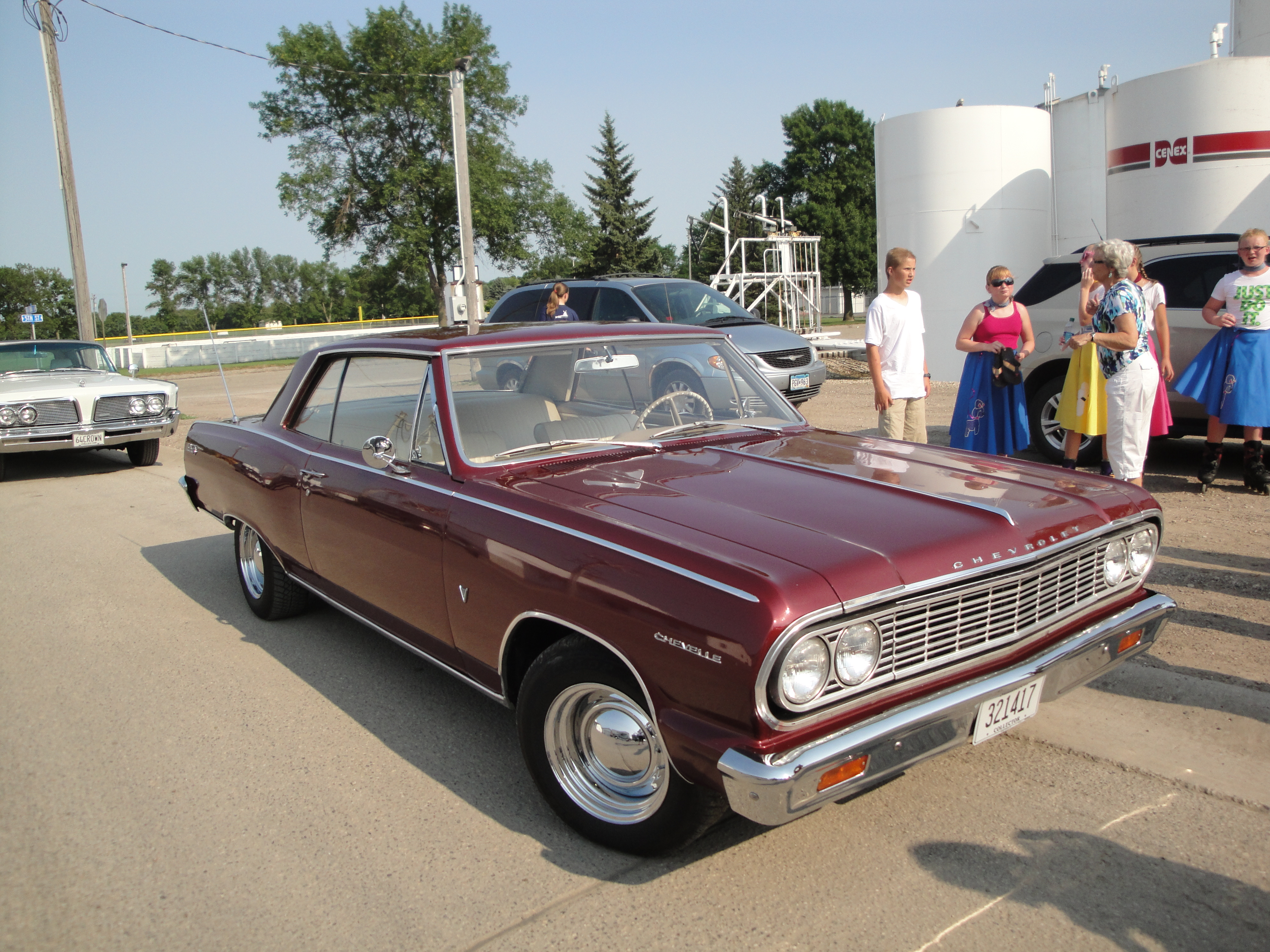
1964 Chevelle Hardtop
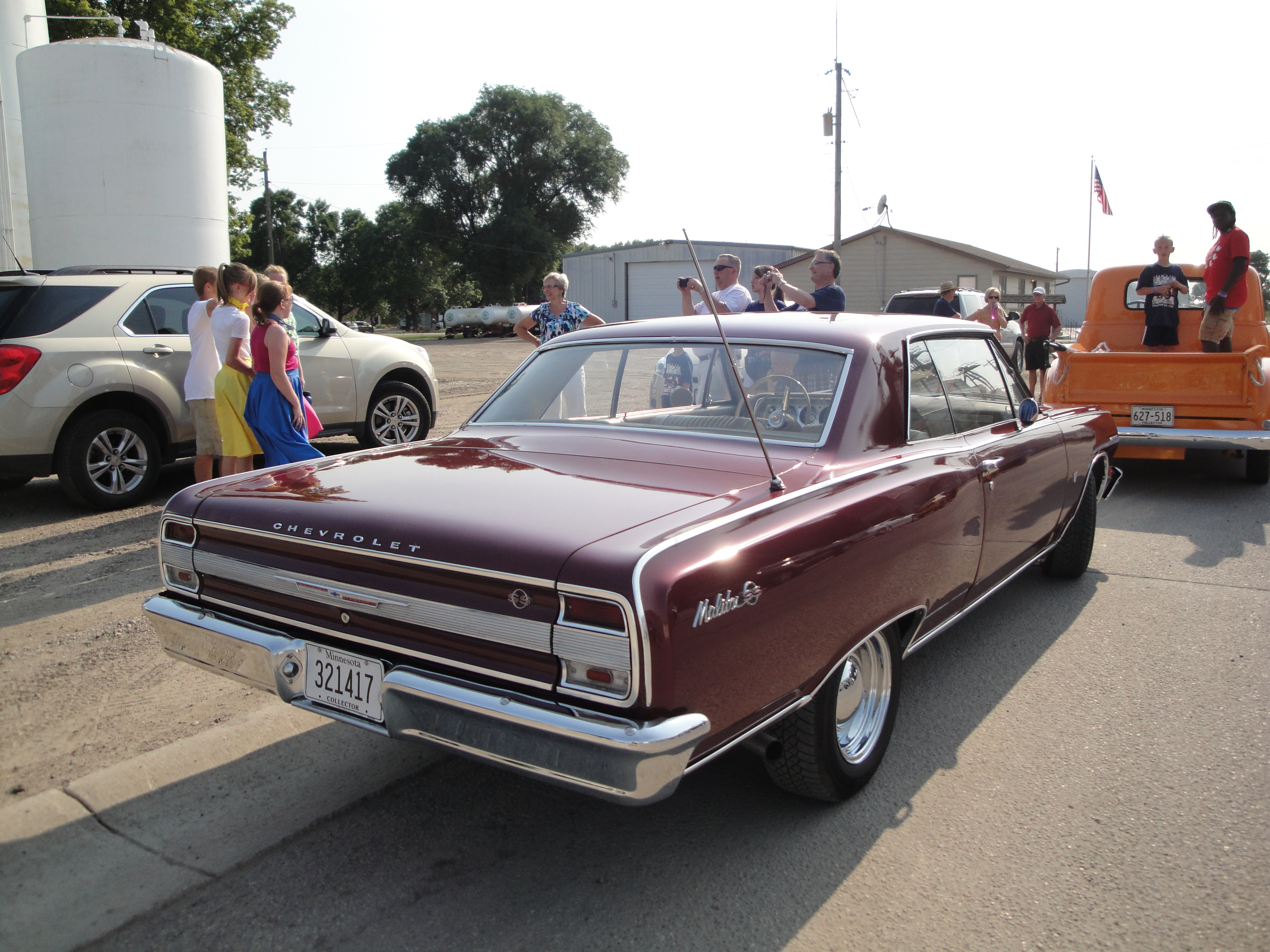
1964 Chevelle
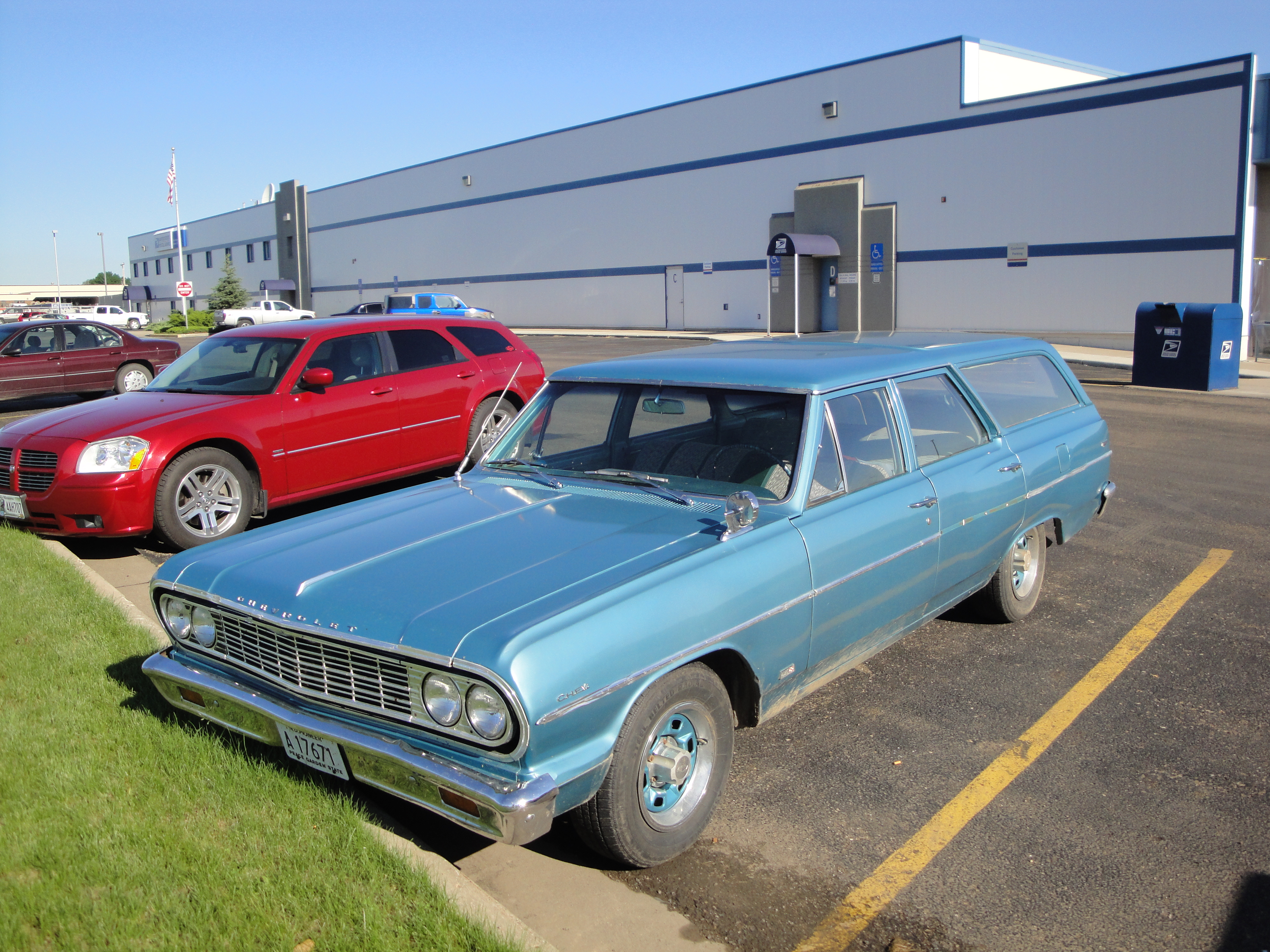
1964 Chevelle Kombi
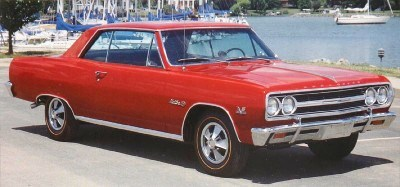
1965 Chevelle Malibu SS396 Hardtop
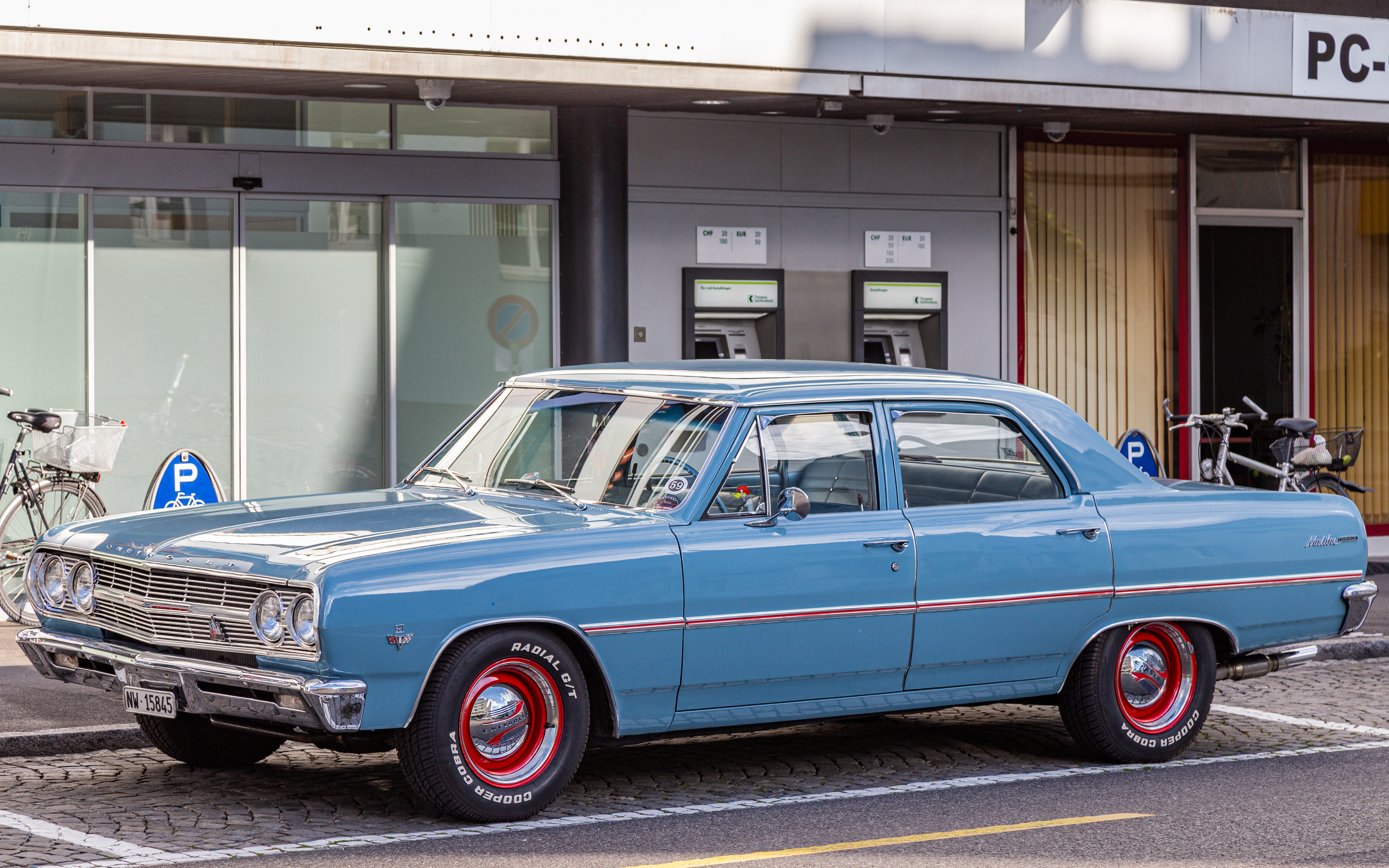
1965 Chevelle Limousine 4-türig
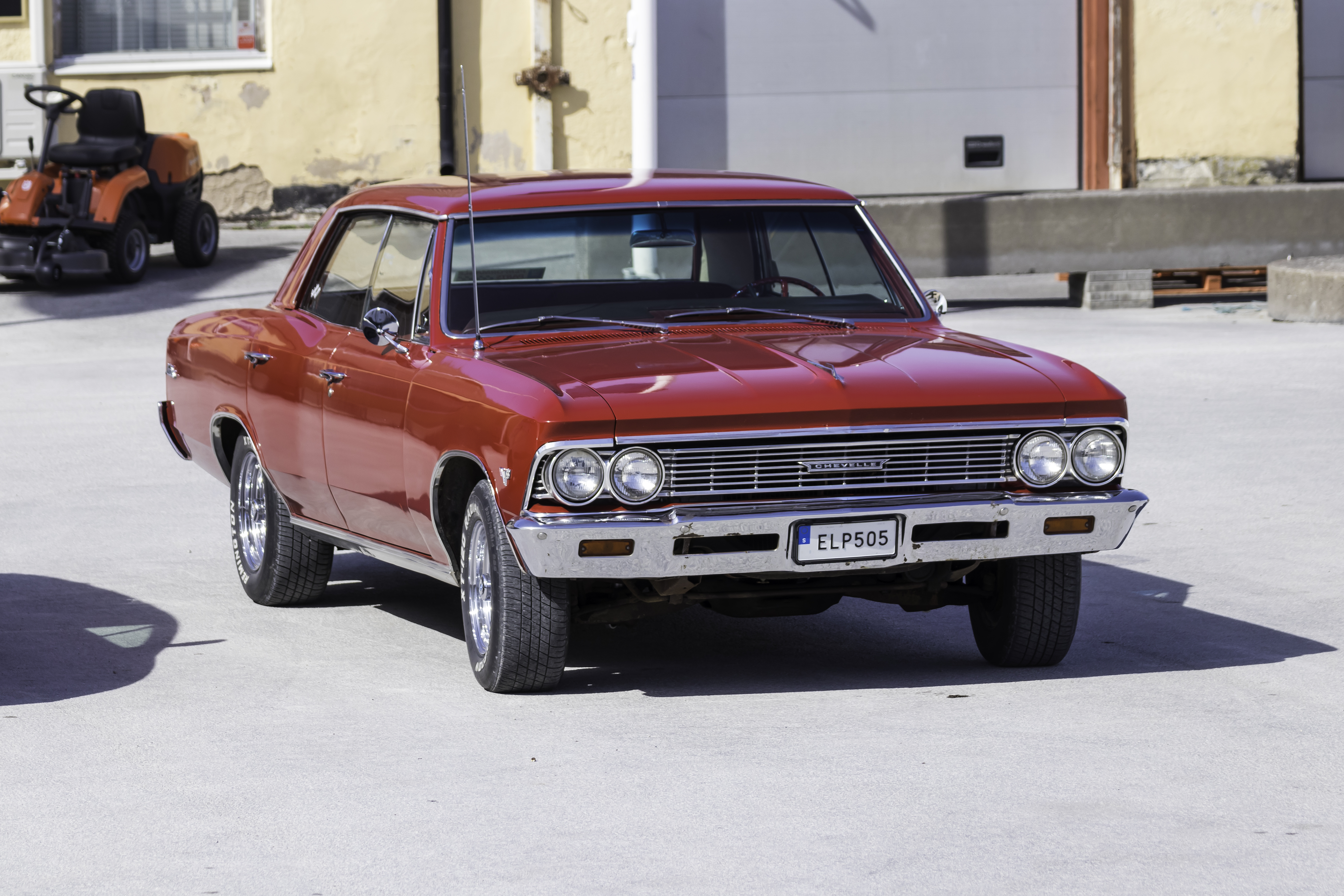
1966 Chevelle Hardtop 4-türig
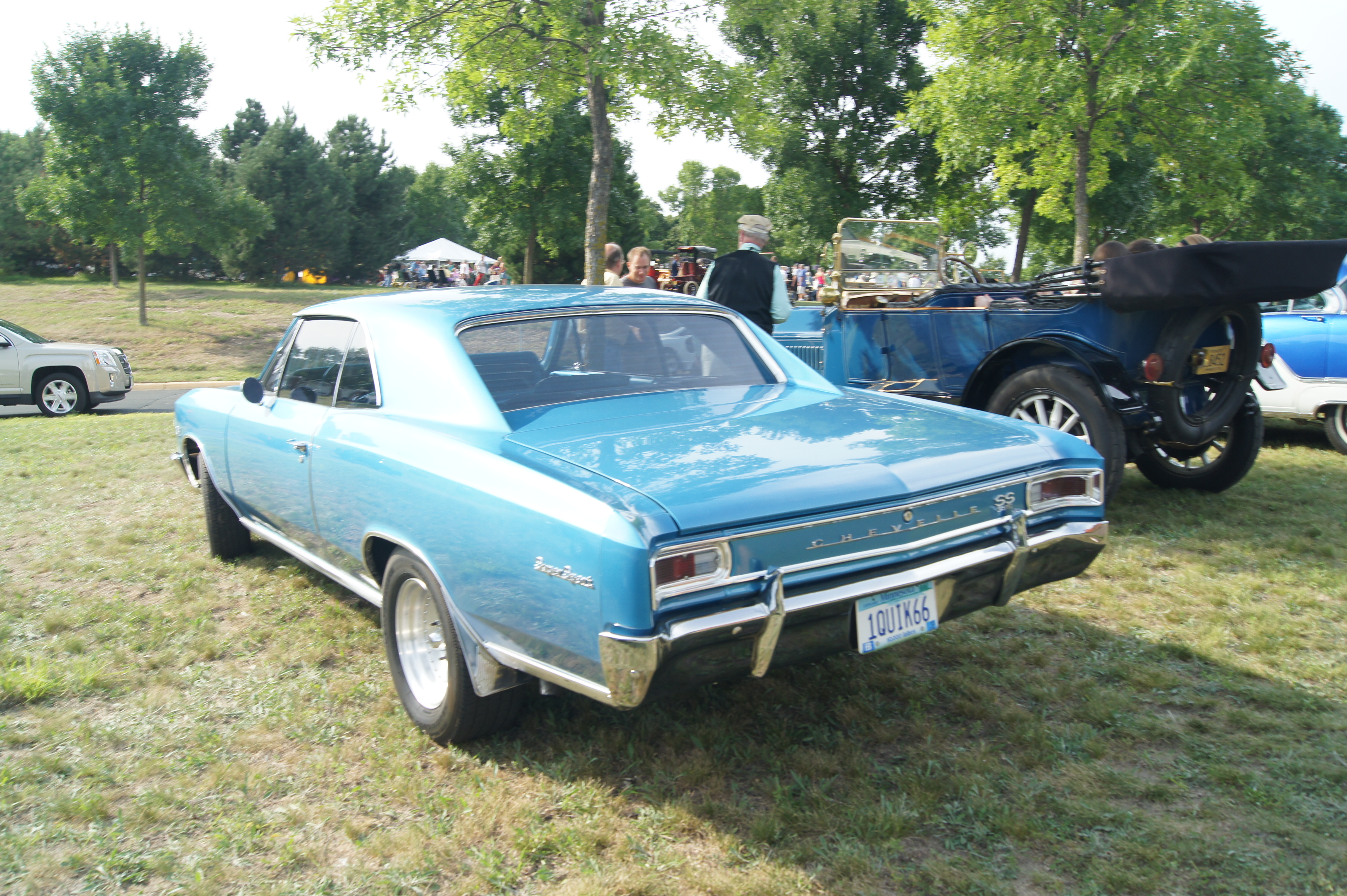
1966 Chevelle Hardtop 2-türig
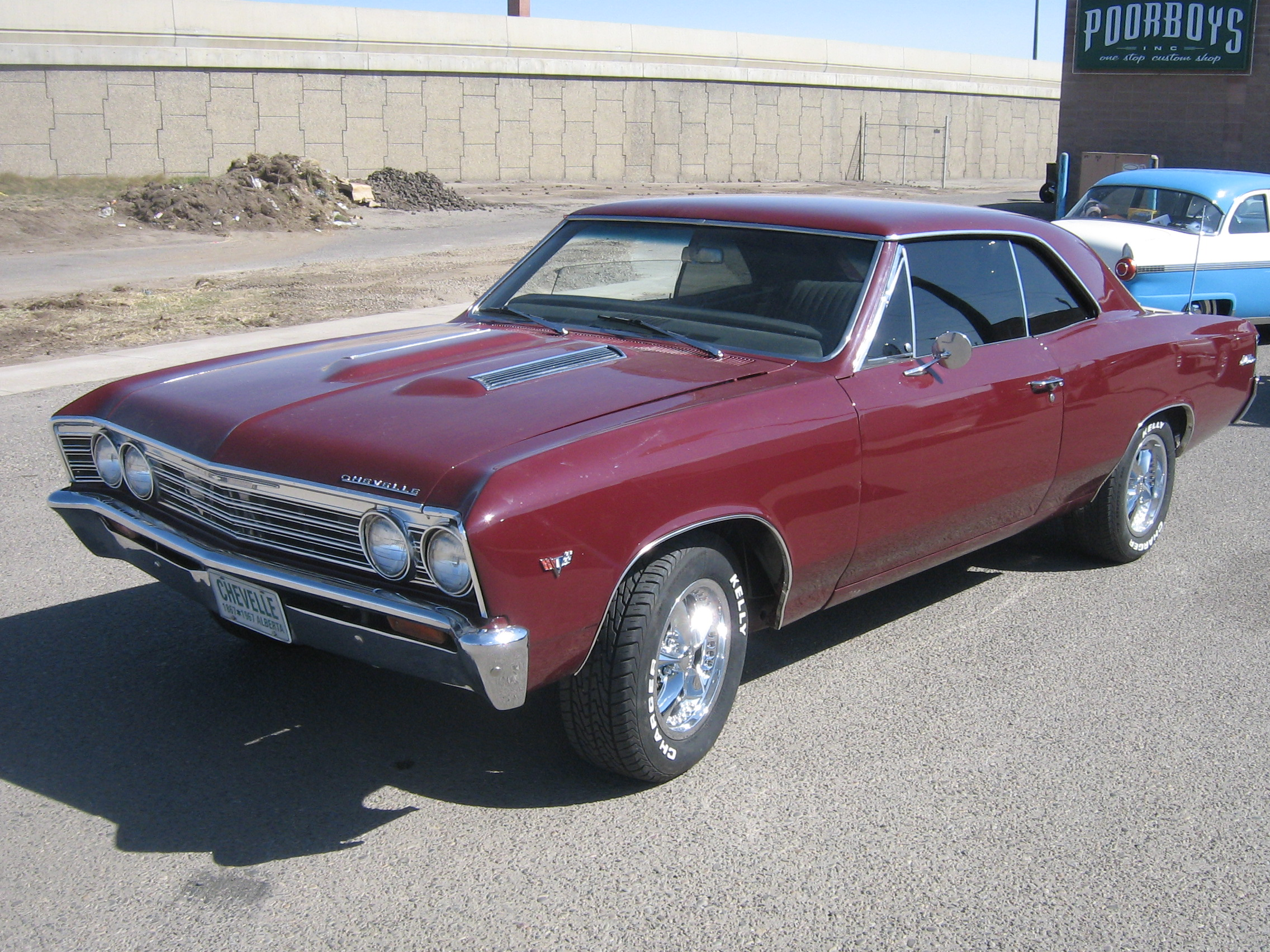
1967 Chevelle Malibu Hardtop
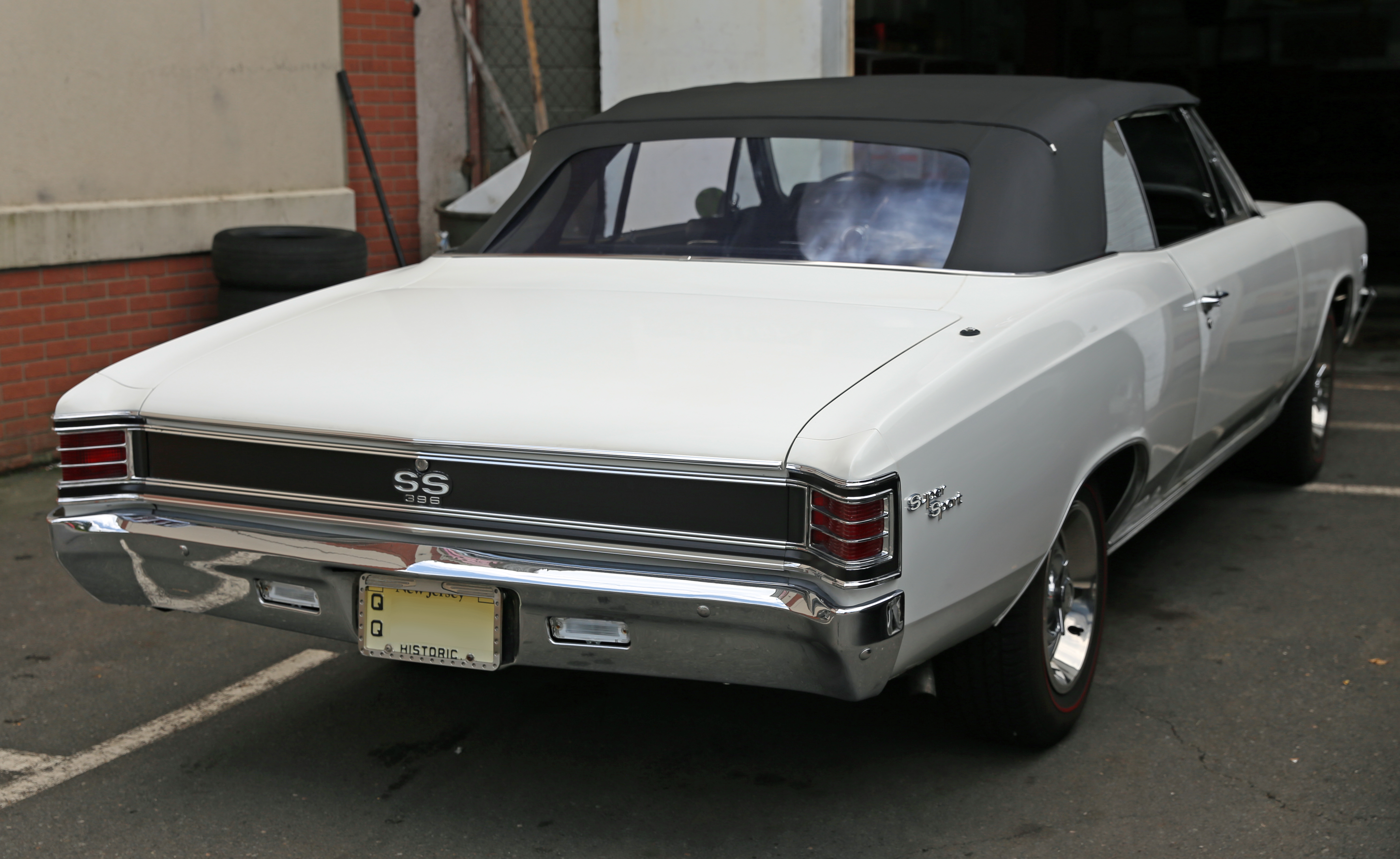
1967 Chevelle SS396 Cabriolet

## Chevelle (1968–1972)
Die zweite Chevelle-Generation wurde von 1968 bis 1972 verkauft. Sie war als viertürige Limousine und als Kombi sowie – mit kürzerem Radstand – als Coupé und als Cabriolet erhältlich. Zum Modelljahr 1970 leitete Chevrolet vom Chevelle das hochwertige zweitürige Personal Luxury Coupé Monte Carlo ab, das den langen Radstand der Chevelle Limousine verwendete und nur mit den großen V8-Motoren erhältlich war. 

### 1968
Komplett überarbeitet wurde die Chevelle im Modelljahr 1968 präsentiert. Die Linienführung orientierte sich an der für diese Zeit charakteristischen langen Motorhaube und kurzen Kofferklappe. Der Radstand der Zweitürer betrug 2845 mm (112 Zoll), die der Limousinen und Kombis 2946 mm (116 Zoll). Die Gesamtlänge wuchs auf 5006,34 mm bis 5260 mm (197,1 in bis 207,1 in). Die Spurweite betrug vorn wie hinten 1498,6 mm (59 in), die Fahrzeughöhe, je nach Modell, zwischen 1339 mm und 1402 mm (52,7 in bis 55,2 in). Damit waren die Fahrzeuge länger, breiter und höher als die vorangegangene Generation.
Neuer Standard-V8 wurde der 5 Liter mit 307 in3, der den bis dahin verwendeten 4,7 Liter mit 283 in3, ablöste. Neu waren auch die gegen Aufpreis verfügbaren Schultergurte für die Vordersitze.
Komplett neu war auch die 5-türige Kombi Chevelle Nomad Wagon der beim 300 und beim 300 Deluxe eingeführt wurden. Der Name sollte an das 3-türige Spitzenmodell der großen Chevrolets 1955 erinnern. Neben diesem Kombi gab es beim 300 ein 2-türiges Coupé, beim 300 Deluxe ein Coupé mit B-Säulen, zusätzlich ein 2-türiges Hardtop-Coupé, genannt Sport-Coupé, ohne B-Säulen und eine 4-türige Limousine. Die Chevelle Malibu, die Concours und die SS396 hatten die gleiche Modellpalette wie im Vorjahr zu bieten.
Ab der 300 Deluxe war der Außenspiegel auf der Beifahrerseite Serie, für die Chevelle 300 kostete er 9,50 USD extra. Insgesamt war die Liste der aufpreispflichtigen Extras recht lang. So konnte der Kunde neben den in der Regel extra kostenden Positionen wie Klimaanlage, Bremskraftverstärker und Servolenkung auch getönte Scheiben, eine elektrische Uhr und hintere Lautsprecher bestellen. Zum Automatikgetriebe war ebenfalls eine Geschwindigkeitsregelanlage in der Aufpreisliste.
Wie in den Vorjahren war der Malibu die meistverkaufte Variante mit rund 266.000 Einheiten. Im Modelljahr wurden auch über 62.000 SS396 produziert.

| Chevrolet Chevelle                                  | 230                           | 250                           | 307                                | 327                                   | 327                                   | 327                                   | 396                                   | 396                                   | 396                                   |
| --------------------------------------------------- | ----------------------------- | ----------------------------- | ---------------------------------- | ------------------------------------- | ------------------------------------- | ------------------------------------- | ------------------------------------- | ------------------------------------- | ------------------------------------- |
| Bestellcode                                         | Std-R6                        | L22                           | Std-V8                             | L73                                   | L30                                   | L79                                   | L35                                   | L34                                   | L78                                   |
| Motorname                                           | Turbo-Thrift                  | Turbo-Thrift                  | Turbo-Fire (Small Block Chevrolet) | Turbo-Fire (Small Block Chevrolet)    | Turbo-Fire (Small Block Chevrolet)    | Turbo-Fire (Small Block Chevrolet)    | Turbo-Jet (Big Block Chevrolet)       | Turbo-Jet (Big Block Chevrolet)       | Turbo-Jet (Big Block Chevrolet)       |
| Bremsleistung (brutto SAE-PS) bei Drehzahl in min−1 | 140 SAE-HP bei 4400           | 155 SAE-HP bei 4200           | 200 SAE-HP bei 4600                | 250 SAE-HP bei 4800                   | 275 SAE-HP bei 4800                   | 325 SAE-HP bei 5600                   | 325 SAE-HP bei 4800                   | 350 SAE-HP bei 5200                   | 375 SAE-HP bei 5600                   |
| max. brutto Drehmoment bei min−1                    | 298 Nm (220 lbf·ft) bei 1600  | 319 Nm (235 lbf·ft) bei 1600  | 407 Nm (300 lbf·ft) bei 2400       | 481 Nm (355 lbf·ft) bei 3200          | 481 Nm (355 lbf·ft) bei 3200          | 481 Nm (355 lbf·ft) bei 3600          | 556 Nm (410 lbf·ft) bei 3200          | 563 Nm (415 lbf·ft) bei 3400          | 563 Nm (415 lbf·ft) bei 3600          |
| Verdichtung                                         | 8,5 : 1                       | 8,5 : 1                       | 9,0 : 1                            | 8,75 : 1                              | 10,0 : 1                              | 11,0 : 1                              | 10,25 : 1                             | 10,25 : 1                             | 11,0 : 1                              |
| Gemischaufbereitung                                 | ein Fallstrom-Einfachvergaser | ein Fallstrom-Einfachvergaser | ein Fallstrom-Doppelvergaser       | ein Fallstrom-Doppel-Registervergaser | ein Fallstrom-Doppel-Registervergaser | ein Fallstrom-Doppel-Registervergaser | ein Fallstrom-Doppel-Registervergaser | ein Fallstrom-Doppel-Registervergaser | ein Fallstrom-Doppel-Registervergaser |

### 1969

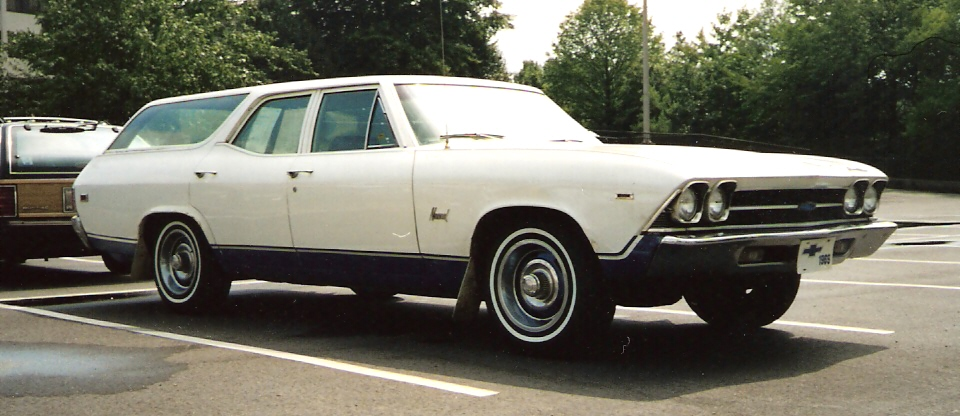
Chevrolet Chevelle Nomad Serie 131/132 Kombi (1969)

Im Folgejahr fielen das Basismodell Chevelle 300 und der Luxuskombi Chevelle Concours weg. Einfachste Ausführung war die Chevelle 300 Deluxe, während die Chevelle Malibu weiterhin als Spitzenmodell fungierte. Die SS396 war, wie 1964, ein Sportpaket, das für alle Chevelle Malibu mit V8-Motor geordert werden konnte. Der Nomad, von der Vorjahresreihe Chevelle 300 übernommen, trug als einziges Modell innerhalb der Chevelle 300 Deluxe-Reihe noch die Seriennummern 131 / 132. Die anderen Kombis der Reihe erhielten den Namen Greenbrier Serien 133 / 134, der vordem für einen Bus der Corvair-Reihe verwendet wurde. Diese Kombis gab es wahlweise mit sechs oder neun Sitzplätzen. Auch die Chevelle Malibu hatte 5-türige Kombis mit sechs oder neun Sitzplätzen, die Chevelle Malibu Estate Wagon genannt wurden. Daneben gab es weiterhin das Cabriolet, die beiden Hardtop-Modelle mit zwei Türen als Sport-Coupé sowie mit vier Türen als Sport-Sedan und die 4-türige Limousine. Weiterhin gab es das Coupé mit einer B-Säule.
Es gab kleinere Retuschen an der Front, so rutsche die Chromstrebe im Grill aus dem oberen Drittel in die Mitte und die Blinkleuchten weiter in die Fahrzeugmitte. Bei den 2-türigen Sport-Coupé Versionen und beim Cabriolet entfielen die kleinen Dreiecksfenster in den Türen zugunsten großer Fenster. Das Heck bekam etwas größere Rückleuchten und eine anders geformte Stoßstange. Die seitlichen Positionsleuchten wurden größer. Im Innenraum änderte sich das Design des Instrumententrägers (nun rund) und der Bedienknöpfe. Die Ausstattungsliste erlaubte eine Kombination von 300 verschiedenen Varianten. Die Sport Coupés und Cabriolets erhielt zusätzlich eine „Astro Ventilation“ genannte Zuführung für Außenluft. Diese führte Frischluft über einstellbare Lüftungsdüsen in den Innenraum. Das Luftvolumen wird dabei mittels Schieberegler geregelt. Das Zündschloss, welches vorher im Armaturenbrett saß, wurde in die Lenksäule verlegt. Damit erhielt die Chevelle erstmals eine Lenkradsperre, wie es inzwischen bei GM üblich war. Mit dem Zündschloss wurde nicht nur das Lenkrad gesperrt, sondern auch der Wählhebel des Getriebes. Es gab neu einen Warnton, der bei eingestecktem Zündschlüssel und geöffneter Tür erklang sowie die Möglichkeit eine Scheinwerferwaschanlage zu bestellen.
Der 327er Motor entfiel und der 350er wurde zum größten V8-Angebot, wenn man vom 396-Big-Block absieht.
Die SS396-Option war mit dem Code RPO Z25 bestellbar. Ausgerüstet mit einem 325 SAE-HP leistenden V8, konnten jedoch auch zusätzliche Motoroptionen mit 350 oder 375 SAE-HP bestellt werden. Über das COPO-System war zusätzlich ein 7,0 Liter-Motor (427 in3) verfügbar.
Im Modelljahr wurden 439.611 Fahrzeuge produziert.

| Chevrolet Chevelle                                  | 230                           | 250                           | 307                                | 350                                   | 350                                   | 396                                   | 396                                   |
| --------------------------------------------------- | ----------------------------- | ----------------------------- | ---------------------------------- | ------------------------------------- | ------------------------------------- | ------------------------------------- | ------------------------------------- |
| Bestellcode                                         | Std-R6                        | L22                           | Std-V8                             | LM1                                   | L48                                   | L35                                   | L34                                   |
| Motorname                                           | Turbo-Thrift                  | Turbo-Thrift                  | Turbo-Fire (Small Block Chevrolet) | Turbo-Fire (Small Block Chevrolet)    | Turbo-Fire (Small Block Chevrolet)    | Turbo-Jet (Big Block Chevrolet)       | Turbo-Jet (Big Block Chevrolet)       |
| Bremsleistung (brutto SAE-PS) bei Drehzahl in min−1 | 140 SAE-HP bei 4400           | 155 SAE-HP bei 4200           | 200 SAE-HP bei 4600                | 255 SAE-HP bei 4800                   | 300 SAE-HP bei 4800                   | 325 SAE-HP bei 4800                   | 350 SAE-HP bei 5200                   |
| max. brutto Drehmoment bei min−1                    | 298 Nm (220 lbf·ft) bei 1600  | 319 Nm (235 lbf·ft) bei 1600  | 407 Nm (300 lbf·ft) bei 2400       | 481 Nm (355 lbf·ft) bei 3200          | 481 Nm (355 lbf·ft) bei 3200          | 556 Nm (410 lbf·ft) bei 3200          | 563 Nm (415 lbf·ft) bei 3400          |
| Verdichtung                                         | 8,5 : 1                       | 8,5 : 1                       | 9,0 : 1                            | 9,0 : 1                               | 10,25 : 1                             | 10,25 : 1                             | 10,25 : 1                             |
| Gemischaufbereitung                                 | ein Fallstrom-Einfachvergaser | ein Fallstrom-Einfachvergaser | ein Fallstrom-Doppelvergaser       | ein Fallstrom-Doppel-Registervergaser | ein Fallstrom-Doppel-Registervergaser | ein Fallstrom-Doppel-Registervergaser | ein Fallstrom-Doppel-Registervergaser |

### 1970
Optisch änderte sich einiges. Die Chevelle erschien größer. Front und Heck wurden stark überarbeitet. Die Scheinwerfer saßen in einem lackierten Frontblech und nicht mehr im Kühlergrill. Dieser erhielt eine andere V-Form mit einer in Wagenfarbe lackierten Mittelstrebe. Die Blinkleuchten waren in der Stoßstange verbaut. Die Form der kleinen hinteren Fenster wurde von dreieckig in ehr viereckig geändert. Die verchromte Heckstoßstange wurde wuchtiger. In ihr saßen jetzt auch die rechteckigen Rückleuchten. Das 1970er Modelljahr war deutlich von den vorangegangenen Jahren zu unterscheiden. Zur Serienausstattung der Chevelle gehörten neben den üblichen Sicherheitsausstattungen wie Gurte auch Kleinigkeiten wie ein abschließbares Handschuhfach und Gummifußmatten, die Kopfstützen der Vordersitze waren ebenfalls Standard. Der Malibu erhielt zusätzlich die „Astro Ventilation“. Diese führt Frischluft in im Armaturenbrett eingebaute und einstellbare Lüftungsdüsen. Aus der Aufpreisliste waren u. a. auch elektrische Fensterheber und eine elektrische Sitzverstellung bestellbar. Als neue Extras waren u. a. eine Zentralverriegelung und ein Tipp-Scheibenwischerbetrieb – heute in jedem Fahrzeug Standard – verfügbar.
Aus der Chevelle wurde ein besonders luxuriöses Sport-Coupé entwickelt, das als Monte Carlo eine eigene Serie bildete. Es befand sich auf dem Ausstattungsniveau der wieder angebotenen Concours Estate Wagon Serie 138, die als Sechs- oder Neunsitzer, ausschließlich mit V8-Motoren, die Spitze der Angebotspalette darstellten.
Darunter rangierte die Chevelle Malibu, deren Kombis Concours Wagon hießen. Im mittleren Segment wurde die Chevelle angeboten (der Zusatz 300 Deluxe entfiel), der als 5-türiger Greenbrier-Kombi mit sechs oder neun Sitzplätzen, als 2-türiges Coupé und als 4-türige Limousine erhältlich war. Einfachstes Modell war der Nomad-Kombi. Der kleine 3,8 Liter Reihensechszylinder (230 in3) entfiel, dafür wurde der 4,1 Liter 6-Zylinder-Reihenmotor zum Standard. Der seit 1968 angebotenen 5,0 Liter-V8 war immer noch der Einstiegsmotor bei den 8-Zylindern. Leistungsstärkste Versionen waren die Chevelles mit dem RPO Z15-Paket. Diese waren als SS454 entweder mit einem 7,4 Liter-V8 als LS5 oder LS6 motorisiert. Erstere kostete 503 USD Aufpreis, die zweite Stufe nochmal 263 USD obendrauf. Der LS5 leistete 360 SAE-HP bei einer Verdichtung von 10,25 : 1 und war mit einem 750 cfm Rochester Doppel-Register-vergaser bestückt. Der noch stärkere LS6, bestellbar als gleichlautende RPO LS6, mobilisierte 450 SAE-HP. Von diesen Varianten wurden 3773 Coupés und Cabriolets verkauft. Optional konnte die „Cowl-Induction“ Haube für die SS-Varianten geordert werden. Bei dieser wird über eine Vakuumverbindung zum Vergaser durch den Unterdruck beim Beschleunigen eine Klappe geöffnet, um kalte Luft vor der Windschutzscheibe in den Luftfilter zu leiten. Bei hoher Geschwindigkeit wird diese Luft regelrecht in den Luftfilter gepresst. So sollte eine Leistungssteigerung erreicht werden.
Den 354.700 V8-Malibus standen 21.100 R6-Fahrzeuge entgegen. Die einfache Chevelle wurde 23.900-mal gebaut (R6 und V8 zusammen).

| Chevrolet Chevelle                                  | 250                           | 307                                | 350                                | 350                                   | 396                                   | 396                                   | 396                                   | 454                                   | 454                                   |
| --------------------------------------------------- | ----------------------------- | ---------------------------------- | ---------------------------------- | ------------------------------------- | ------------------------------------- | ------------------------------------- | ------------------------------------- | ------------------------------------- | ------------------------------------- |
| Bestellcode                                         | Std-R6                        | Std-V8                             | L65                                | L48                                   | LS3                                   | L34                                   | L78                                   | LS5                                   | LS6                                   |
| Motorname                                           | Turbo-Thrift                  | Turbo-Fire (Small Block Chevrolet) | Turbo-Fire (Small Block Chevrolet) | Turbo-Fire (Small Block Chevrolet)    | Turbo-Jet (Big Block Chevrolet)       | Turbo-Jet (Big Block Chevrolet)       | Turbo-Jet (Big Block Chevrolet)       | Turbo-Jet (Big Block Chevrolet)       | Turbo-Jet (Big Block Chevrolet)       |
| Bremsleistung (brutto SAE-PS) bei Drehzahl in min−1 | 155 SAE-HP bei 4200           | 200 SAE-HP bei 4600                | 250 SAE-HP bei 4800                | 300 SAE-HP bei 4800                   | 330 SAE-HP bei 4800                   | 350 SAE-HP bei 5200                   | 375 SAE-HP bei 5600                   | 360 SAE-HP bei 4400                   | 450 SAE-HP bei 5600                   |
| max. brutto Drehmoment bei min−1                    | 318 Nm (235 lbf·ft) bei 1600  | 407 Nm (300 lbf·ft) bei 2400       | 468 Nm (345 lbf·ft) bei 2800       | 515 Nm (380 lbf·ft) bei 3200          | 556 Nm (410 lbf·ft) bei 3200          | 563 Nm (415 lbf·ft) bei 3400          | 563 Nm (415 lbf·ft) bei 3600          | 678 Nm (500 lbf·ft) bei 3200          | 678 Nm (500 lbf·ft) bei 3600          |
| Verdichtung                                         | 8,5 : 1                       | 9,0 : 1                            | 9,0 : 1                            | 10,25 : 1                             | 10,25 : 1                             | 10,25 : 1                             | 11,0 : 1                              | 10,25 : 1                             | 11,25 : 1                             |
| Gemischaufbereitung                                 | ein Fallstrom-Einfachvergaser | ein Fallstrom-Doppelvergaser       | ein Fallstrom-Doppelvergaser       | ein Fallstrom-Doppel-Registervergaser | ein Fallstrom-Doppel-Registervergaser | ein Fallstrom-Doppel-Registervergaser | ein Fallstrom-Doppel-Registervergaser | ein Fallstrom-Doppel-Registervergaser | ein Fallstrom-Doppel-Registervergaser |

### 1971
Ab dem Jahr 1971 trug die Chevelle wuchtigere Stoßfänger und lichtstärkere Einzelscheinwerfer in der stark konturierten Front. Die vorderen Blinkleuchten waren chromumrandet und saßen als Kombieinheit mit den Parkleuchten in eigenen Gehäusen an den hervorstehenden Fahrzeugecken und bildeten gleichzeitig die Seitenmarkierungsleuchten. Damit entfielen die Leuchten im unteren Kotflügelbereich. Der Frontgrill hatte statt der lackierten Mittelstrebe eine schmalere verchromte. Die Front ähnelte mehr dem Monte Carlo. Für das Cabriolet war das elektrisch betriebene Verdeck Serie, welches in schwarz oder weiß geliefert werden konnte.
Das Heck erhielt eine große verchromte Stoßstange in der zwei runde Rückleuchten auf jeder Seite montiert waren. Die Astro-Ventilation war auch in der Standard-Chevelle Serie und nicht mehr den gehobenen Ausstattungen vorbehalten, dies traf auch auf den Seitenaufprallschutz der Türen zu. Die höheren Ausstattungslevel erhielten serienmäßig einen Außenspiegel auf der Beifahrerseite. Die Seitenschweller wurden etwas überarbeitet und veränderte einen besseren Wasser- und Schmutzabfluss zu erreichen. Die Modellpalette blieb unverändert.
Jedoch war eine „Heavy Chevy“ genannte Option als RPO VF3 für jedes nicht SS Sport Coupé verfügbar. Es richtete sich an Kunden, die sich keine Super Sport-Variante leisten konnten oder wollten. Extras dieser Ausstattung waren entsprechende Schriftzüge, Zierstreifen und ein anderer Grill. Optisch sollte die Variante wie ein leistungsstarkes Modell aussehen, aber mit seinem 5,7 Liter Motor und 200 SAE-HP günstig zu versichern sein. Optional waren auch Leistungen von 245 und 270 SAE-HP möglich oder der 6,5 Liter (400 in3) mit 300 SAE-HP.
Von den fast 250.000 verkauften Malibus hatten 9.100 einen R6-Motor. Von der Basis-Chevelle wurden 35.600 Fahrzeuge verkauft. Gut 80.000 Fahrzeuge erhielten das SS-Paket und davon genau 19.992 Fahrzeuge waren SS454.

| Chevrolet Chevelle                                  | 250                           | 307                                | 350                                | 350                                   | 400                                   | 454                                   | 454                                   |
| --------------------------------------------------- | ----------------------------- | ---------------------------------- | ---------------------------------- | ------------------------------------- | ------------------------------------- | ------------------------------------- | ------------------------------------- |
| Bestellcode                                         | Std-R6                        | Std-V8                             | L65                                | L48                                   | LS3                                   | LS5                                   | LS6                                   |
| Motorname                                           | Turbo-Thrift                  | Turbo-Fire (Small Block Chevrolet) | Turbo-Fire (Small Block Chevrolet) | Turbo-Fire (Small Block Chevrolet)    | Turbo-Jet (Big Block Chevrolet)       | Turbo-Jet (Big Block Chevrolet)       | Turbo-Jet (Big Block Chevrolet)       |
| Bremsleistung (brutto SAE-PS) bei Drehzahl in min−1 | 145 SAE-HP bei 4200           | 200 SAE-HP bei 4600                | 245 SAE-HP bei 4800                | 270 SAE-HP bei 4800                   | 300 SAE-HP bei 4800                   | 365 SAE-HP bei 4400                   | 425 SAE-HP bei 5600                   |
| Bremsleistung (netto SAE-PS) bei Drehzahl in min−1  | 110 SAE-HP bei 3800           | 140 SAE-HP bei 4400                | 165 SAE-HP bei 4000                | 175 SAE-HP bei 4000                   | 260 SAE-HP bei 4400                   | 285 SAE-HP bei 4000                   | 325 SAE-HP bei 5600                   |
| max. brutto Drehmoment bei min−1                    | 312 Nm (230 lbf·ft) bei 1600  | 407 Nm (300 lbf·ft) bei 2400       | 475 Nm (350 lbf·ft) bei 2800       | 488 Nm (360 lbf·ft) bei 3200          | 542 Nm (400 lbf·ft) bei 3200          | 630 Nm (465 lbf·ft) bei 3200          | 644 Nm (475 lbf·ft) bei 4000          |
| max. netto Drehmoment bei min−1                     | 250 Nm (185 lbf·ft) bei 1600  | 318 Nm (235 lbf·ft) bei 2400       | 380 Nm (280 lbf·ft) bei 2400       | 393 Nm (290 lbf·ft) bei 2400          | 468 Nm (345 lbf·ft) bei 3200          | 678 Nm (390 lbf·ft) bei 3200          | 678 Nm (390 lbf·ft) bei 3600          |
| Verdichtung                                         | 8,5 : 1                       | 8,5 : 1                            | 8,5 : 1                            | 8,5 : 1                               | 8,5 : 1                               | 8,5 : 1                               | 9,0 : 1                               |
| Gemischaufbereitung                                 | ein Fallstrom-Einfachvergaser | ein Fallstrom-Doppelvergaser       | ein Fallstrom-Doppelvergaser       | ein Fallstrom-Doppel-Registervergaser | ein Fallstrom-Doppel-Registervergaser | ein Fallstrom-Doppel-Registervergaser | ein Fallstrom-Doppel-Registervergaser |

### 1972

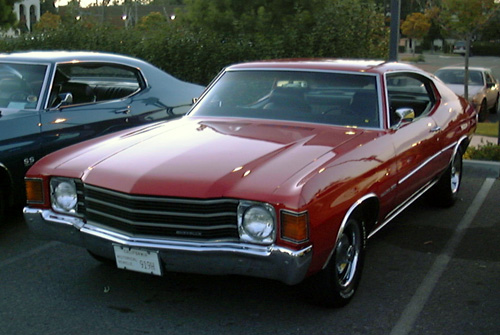
Chevrolet Chevelle (1972)

Im Modelljahr blieb das Erscheinungsbild der Chevelle fast unverändert, der Kühlergrill erhielt zwei anstatt einer horizontale Chromleiste und reichte bis an den Chromrahmen der Scheinwerfer. Die vordere Blink-Standleuchten-Kombi bestand aus einer Kombination mit einer Streuscheibe und war nicht mehr zweigeteilt.
Neu waren die Serienbezeichnungen, die nicht mehr zwischen Sechszylinder- und V8-Motor unterschieden: 1B für den Nomad-Kombi, 1C für die Chevelle-Unterserie, 1D für die Malibu-Unterserie und 1H für die luxuriösen Concours Estate Wagon.
Die Jahresproduktion betrug 49.400 Basis-Chevelle und 290.100 Malibus. Diese Zahlen beinhalten 54.400 Kombis und 4.853 Cabriolets sowie fast 25.000 SS-Modelle, von denen rund 3.000 einen 454er Motor besaßen.
In fünf Jahren entstanden ca. 2.085.000 Chevelle der 2. Generation.
Die 13-stellige Fahrzeug-Identifizierungsnummer (FIN) der Chevelle änderte sich. Kennzeichnete bisher der beginnende 6-stellige Teil der Nummer aus Zahlen das Modell, so wurde ein Code aus Buchstaben und Zahlen verwendet, aus dem auch die Motorisierung hervorgeht.

#### Fahrzeug-Identifizierungsnummer
Nachfolgend auszugsweise und beispielhaft, nicht vollständig
| Beispiel: 135371B123456 | Hersteller | Hersteller | Modell und Motor | Modell und Motor   | Modell und Motor   | Modell und Motor   | Bauform | Bauform           | Baujahr | Baujahr | Werk | Werk      | lfd. Nummer |
| ----------------------- | ---------- | ---------- | ---------------- | ------------------ | ------------------ | ------------------ | ------- | ----------------- | ------- | ------- | ---- | --------- | ----------- |
| Bisheriges System       | 1          | Chevrolet  | 31               | Chevelle Nomad R6  | Chevelle Nomad R6  | Chevelle Nomad R6  | 36      | Kombi 4-türig     | 8       | 1968    | B    | Baltimore | 123456      |
| Bisheriges System       | 1          | Chevrolet  | 32               | Chevelle Nomad V8  | Chevelle Nomad V8  | Chevelle Nomad V8  | 37      | Hardtop 2-türig   | 9       | 1969    | K    | Leeds     | 123456      |
| Bisheriges System       | 1          | Chevrolet  | ...              | ...                | ...                | ...                | 39      | Hardtop 4-türig   | ...     | ...     | R    | Arlington | 123456      |
| Bisheriges System       | 1          | Chevrolet  | 35               | Chevelle Malibu R6 | Chevelle Malibu R6 | Chevelle Malibu R6 | ...     | ...               | 0       | 1970    | L    | Van Nuys  | 123456      |
| Bisheriges System       | 1          | Chevrolet  | 36               | Chevelle Malibu V8 | Chevelle Malibu V8 | Chevelle Malibu V8 | 69      | Limousine 4-türig | 1       | 1971    |      |           | 123456      |
| 1C37F2B123456           | Hersteller | Hersteller | Modell           | Modell             | Bauform            | Bauform            | Motor   | Motor             | Baujahr | Baujahr | Werk | Werk      | lfd. Nummer |
| Neues System            | 1          | Chevrolet  | B                | Nomad              | 36                 | Kombi 4-türig      | D       | 250 in3           | 2       | 1972    | B    | Baltimore | 123456      |
| Neues System            | 1          | Chevrolet  | C                | Chevelle           | 37                 | Hardtop 2-türig    | F       | 307 in3           | 3       | 1973    | B    | Baltimore | 123456      |
| Neues System            | 1          | Chevrolet  | D                | Malibu             | ...                | ...                | H       | 350 in3           | 4       | 1974    | B    | Baltimore | 123456      |
| Neues System            | 1          | Chevrolet  | H                | Concours           | 69                 | Limousine 4-türig  | ...     | ...               | ...     | ...     | B    | Baltimore | 123456      |

| Chevrolet Chevelle                                 | 250                           | 307                                | 350                                | 350                                   | 402                                   | 454                                   |
| -------------------------------------------------- | ----------------------------- | ---------------------------------- | ---------------------------------- | ------------------------------------- | ------------------------------------- | ------------------------------------- |
| Bestellcode                                        | Std-R6                        | Std-V8                             | L65                                | L48                                   | LS3                                   | LS5                                   |
| Motorname                                          | Turbo-Thrift                  | Turbo-Fire (Small Block Chevrolet) | Turbo-Fire (Small Block Chevrolet) | Turbo-Fire (Small Block Chevrolet)    | Turbo-Jet (Big Block Chevrolet)       | Turbo-Jet (Big Block Chevrolet)       |
| Bremsleistung (netto SAE-PS) bei Drehzahl in min−1 | 110 SAE-HP bei 3800           | 130 SAE-HP bei 4000                | 165 SAE-HP bei 4000                | 175 SAE-HP bei 4000                   | 240 SAE-HP bei 4400                   | 270 SAE-HP bei 4000                   |
| max. netto Drehmoment bei min−1                    | 250 Nm (185 lbf·ft) bei 1600  | 312 Nm (230 lbf·ft) bei 2400       | 380 Nm (280 lbf·ft) bei 2400       | 380 Nm (280 lbf·ft) bei 2400          | 468 Nm (345 lbf·ft) bei 3200          | 678 Nm (390 lbf·ft) bei 3200          |
| Verdichtung                                        | 8,5 : 1                       | 8,5 : 1                            | 8,5 : 1                            | 8,5 : 1                               | 8,5 : 1                               | 8,5 : 1                               |
| Gemischaufbereitung                                | ein Fallstrom-Einfachvergaser | ein Fallstrom-Doppelvergaser       | ein Fallstrom-Doppelvergaser       | ein Fallstrom-Doppel-Registervergaser | ein Fallstrom-Doppel-Registervergaser | ein Fallstrom-Doppel-Registervergaser |

### Preisentwicklung Modelljahre 1968–1972
Der Listenpreis bezieht sich auf die jeweils kleinste Motorisierung ohne weitere Optionen für das günstigste Fahrzeug, das in der Regel die 2-türige oder 4-türige Limousine war. In den hellblauen Spalten, sind die gerundeten Preise nach Bereinigung der Inflation (mit Stand 2025) und Umrechnung zum aktuellen Wechselkurs von USD in EURO, für jeweils das erste und letzte Modelljahr, in dem die Variante erschien, zu finden.
| Listenpreise in US-Dollar    | Listenpreise in US-Dollar | Listenpreise in US-Dollar | Listenpreise in US-Dollar | Listenpreise in US-Dollar | Listenpreise in US-Dollar | Listenpreise in US-Dollar  | Listenpreise in US-Dollar  | Listenpreise in US-Dollar  | Listenpreise in US-Dollar  | Listenpreise in US-Dollar  | Listenpreise in US-Dollar  | Listenpreise in US-Dollar  | Listenpreise in US-Dollar  | Listenpreise in US-Dollar |
| Typ oder Option              | Modellcode                | Modellcode                | Preis                     | 2. Generation             | 2. Generation             | 2. Generation              | 2. Generation              | 2. Generation              | 2. Generation              | 2. Generation              | 2. Generation              | 2. Generation              | 2. Generation              | Preis                     |
| Typ oder Option              | Modellcode                | Modellcode                | Stand 2025 in EUR         | 1968                      | 1968                      | 1969                       | 1969                       | 1970                       | 1970                       | 1971                       | 1971                       | 1972                       | 1972                       | Stand 2025 in EUR         |
| Typ oder Option              | R6                        | V8                        | Stand 2025 in EUR         | R6                        | V8                        | R6                         | V8                         | R6                         | V8                         | R6                         | V8                         | R6                         | V8                         | Stand 2025 in EUR         |
| ---------------------------- | ------------------------- | ------------------------- | ------------------------- | ------------------------- | ------------------------- | -------------------------- | -------------------------- | -------------------------- | -------------------------- | -------------------------- | -------------------------- | -------------------------- | -------------------------- | ------------------------- |
| Chevelle 300                 | 131                       | 132                       | 18.200                    | 2.341                     | 2.447                     | 2.668                      | 2.758                      |                            |                            |                            |                            |                            |                            | 20.300                    |
| Chevelle 300 Deluxe          | 133                       | 134                       | 18.800                    | 2.415                     | 2.521                     | 2.458                      | 2.548                      |                            |                            |                            |                            |                            |                            | 18.800                    |
| Chevelle Nomad Station Wagon | 131                       | 132                       | 19.700                    |                           |                           |                            |                            | 2.835                      | 2.925                      | 2.997                      | 3.097                      |                            |                            | 20.700                    |
| Chevelle                     | 133                       | 134                       | 17.700                    |                           |                           |                            |                            | 2.537                      | 2.627                      | 2.677                      | 2.773                      |                            |                            | 18.500                    |
| Chevelle Malibu              | 135                       | 136                       | 19.600                    | 2.524                     | 2.629                     | 2.567                      | 2.657                      | 2.665                      | 2.775                      | 2.851                      | 2.947                      |                            |                            | 19.700                    |
| Chevelle Concours + Estate   | 137                       | 138                       | 23.100                    | 2.976                     | 3.063                     |                            |                            | –                          | 3.455                      | –                          | 3.626                      |                            |                            | 24.200                    |
| Chevelle Super Sport (SS)    | –                         | 138                       | 22.500                    | –                         | 2.899                     | Super Sport nur als Option | Super Sport nur als Option | Super Sport nur als Option | Super Sport nur als Option | Super Sport nur als Option | Super Sport nur als Option | Super Sport nur als Option | Super Sport nur als Option | 22.500                    |
| Chevelle Nomad Station Wagon | 1B                        | 1B                        | 18.900                    |                           |                           |                            |                            |                            |                            |                            |                            | 2.929                      | 3.016                      | 19.500                    |
| Chevelle                     | 1C                        | 1C                        | 17.000                    |                           |                           |                            |                            |                            |                            |                            |                            | 2.636                      | 2.726                      | 17.600                    |
| Chevelle Malibu              | 1D                        | 1D                        | 18.100                    |                           |                           |                            |                            |                            |                            |                            |                            | 2.801                      | 2.891                      | 18.700                    |
| Chevelle Concours + Estate   | 1H                        | 1H                        | 22.200                    |                           |                           |                            |                            |                            |                            |                            |                            | –                          | 3.431                      | 22.200                    |

### Galerie

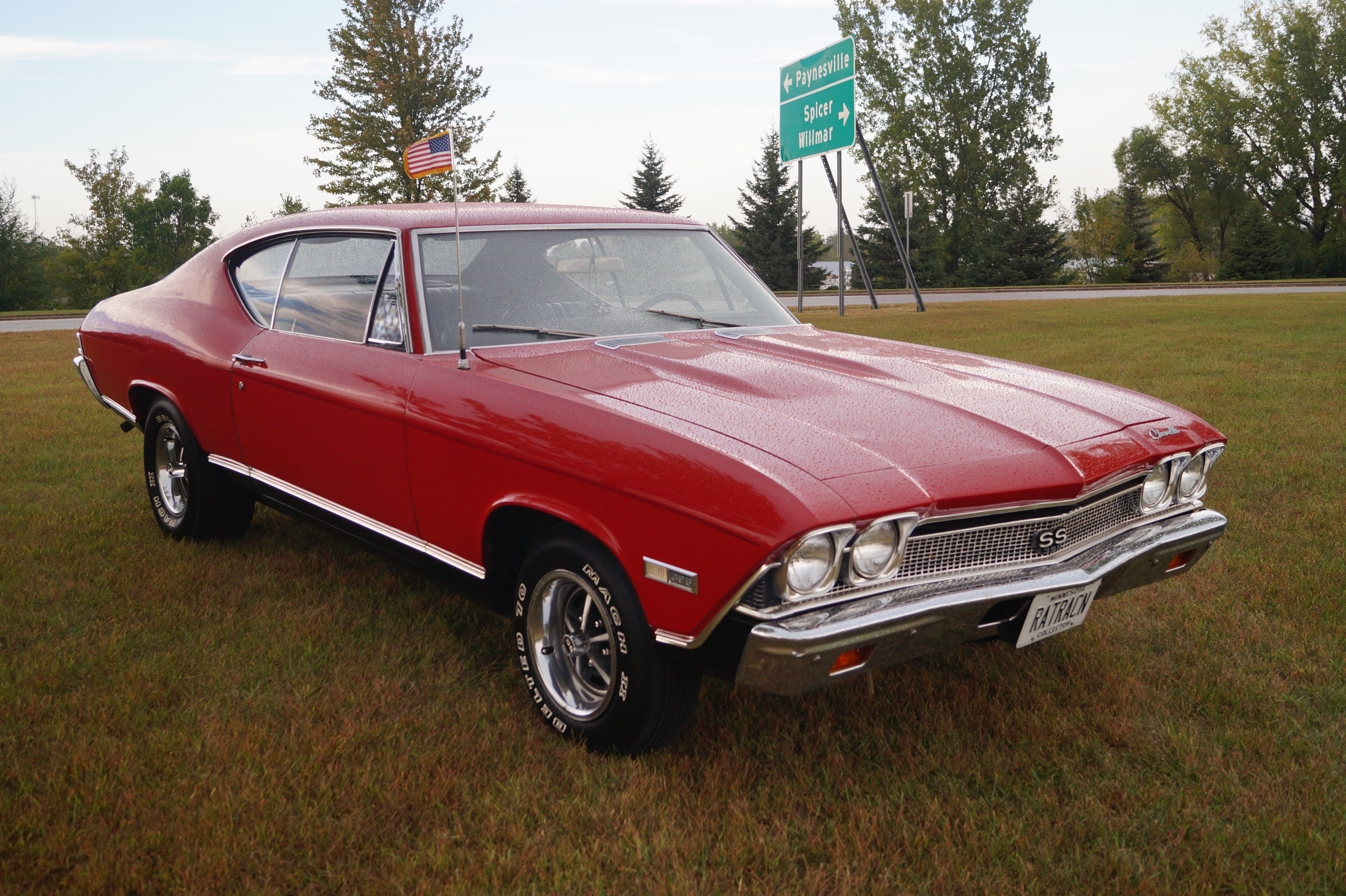
1968 Chevelle SS Hardtop
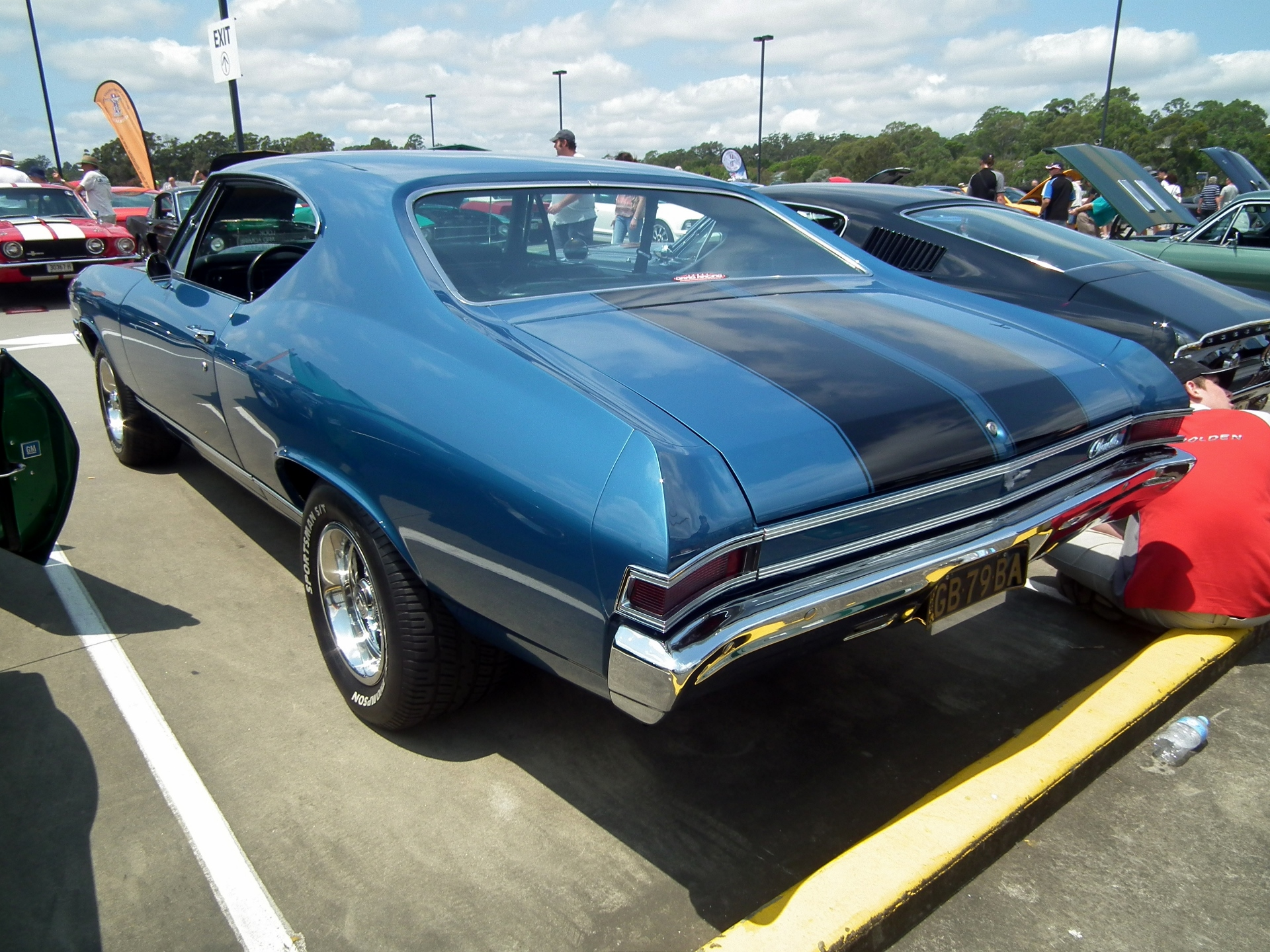
1968 Chevelle Hardtop
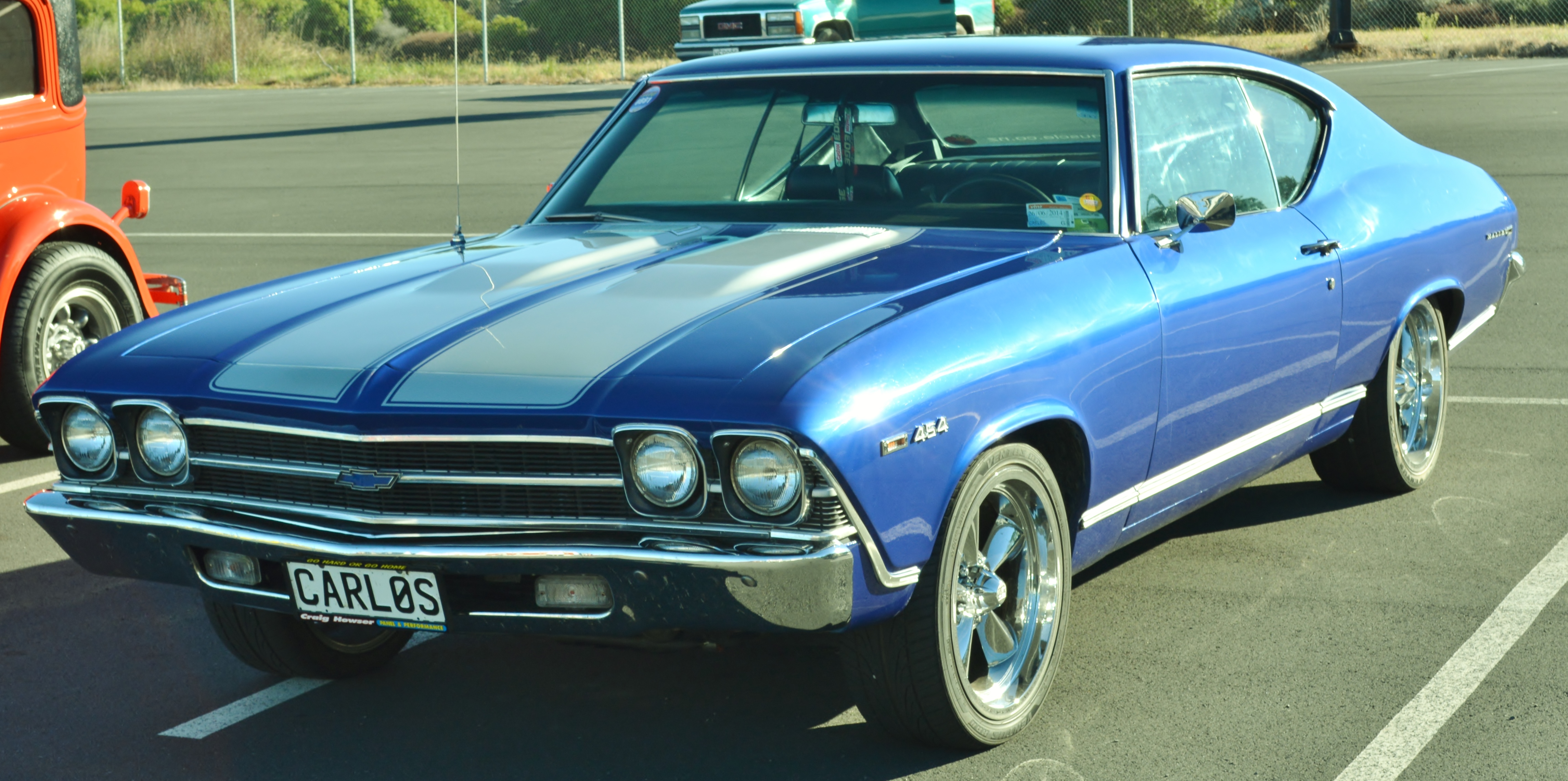
1969 Chevelle Hardtop
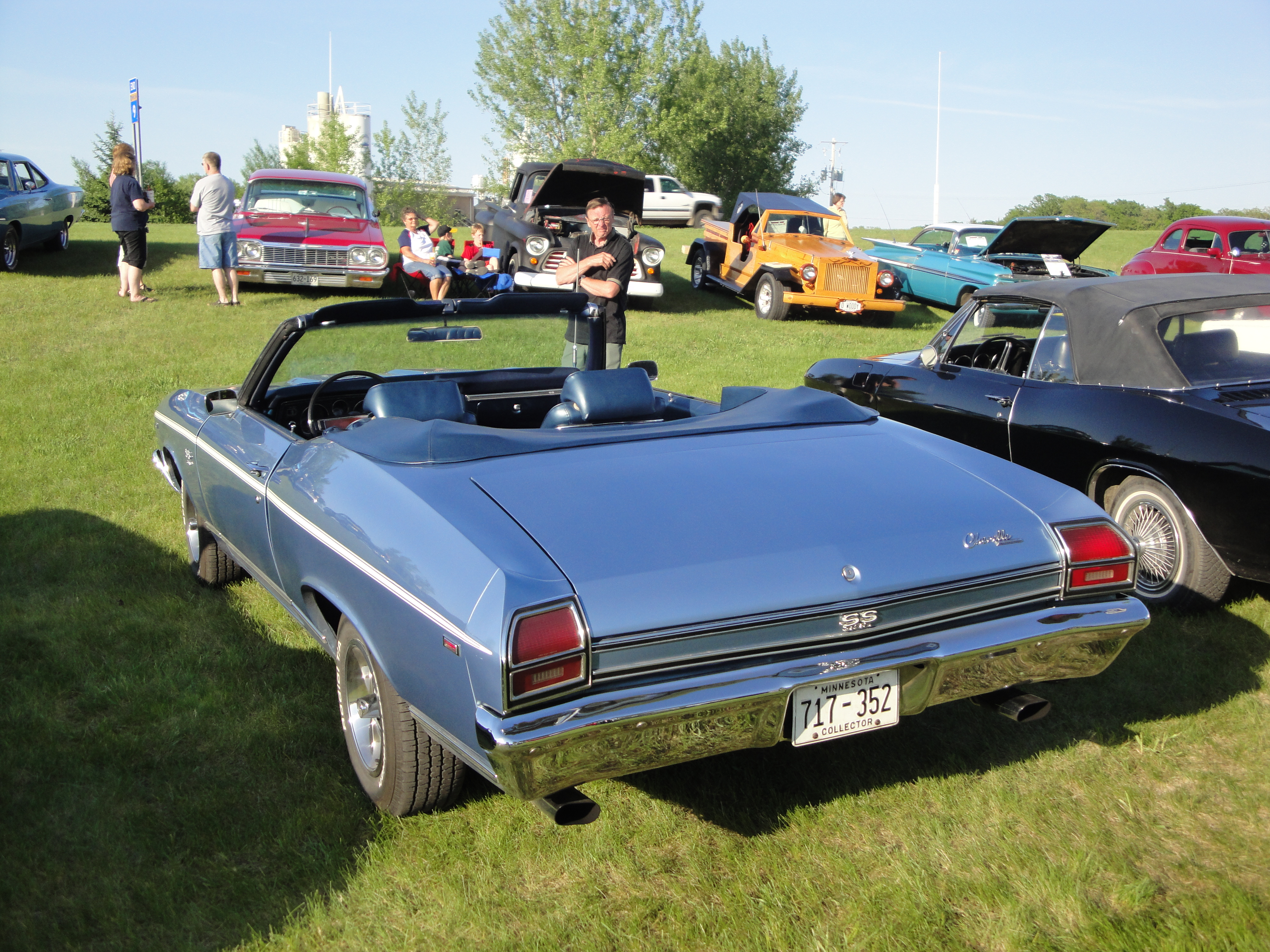
1969 Chevelle Cabriolet
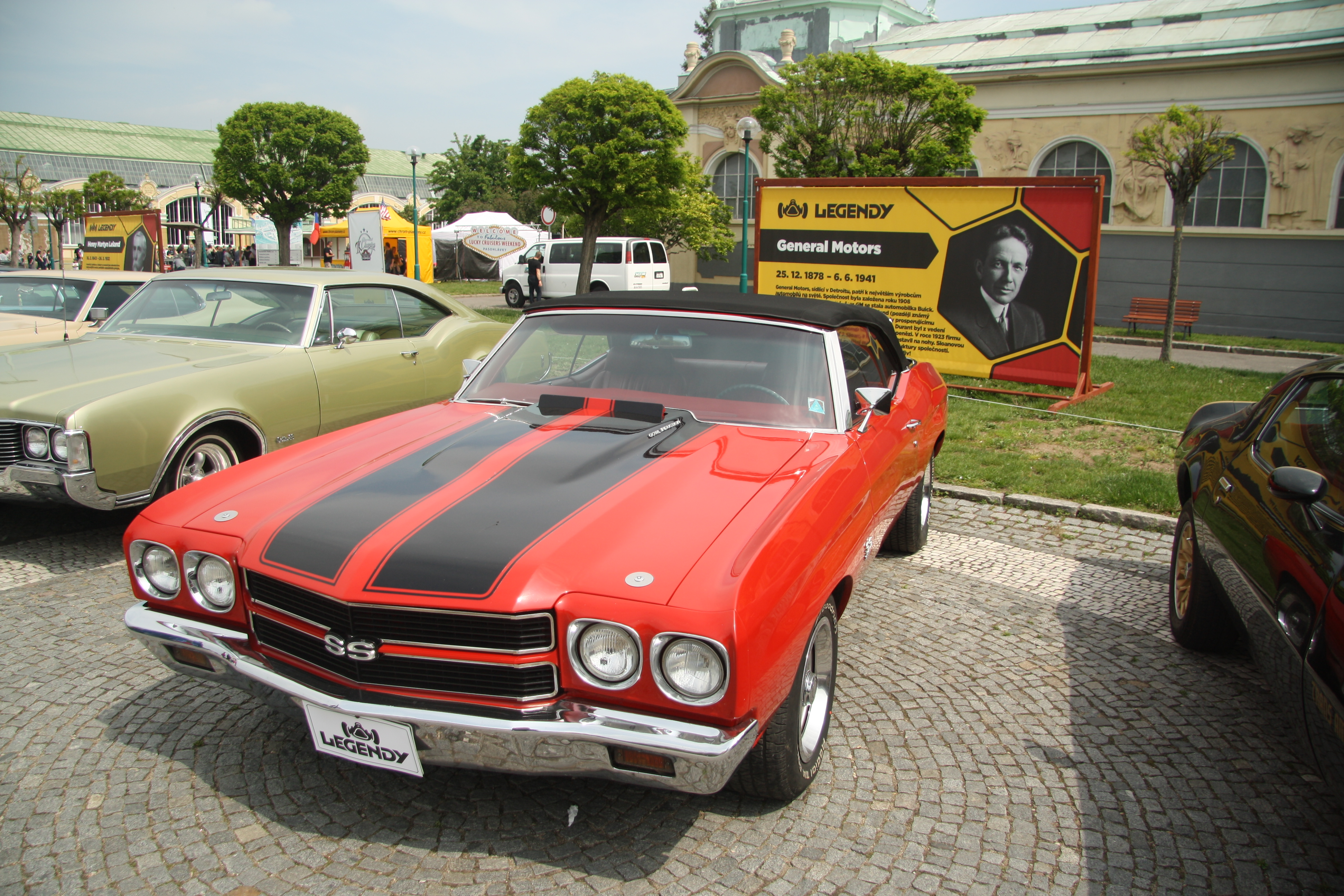
1970 Chevelle Cabriolet
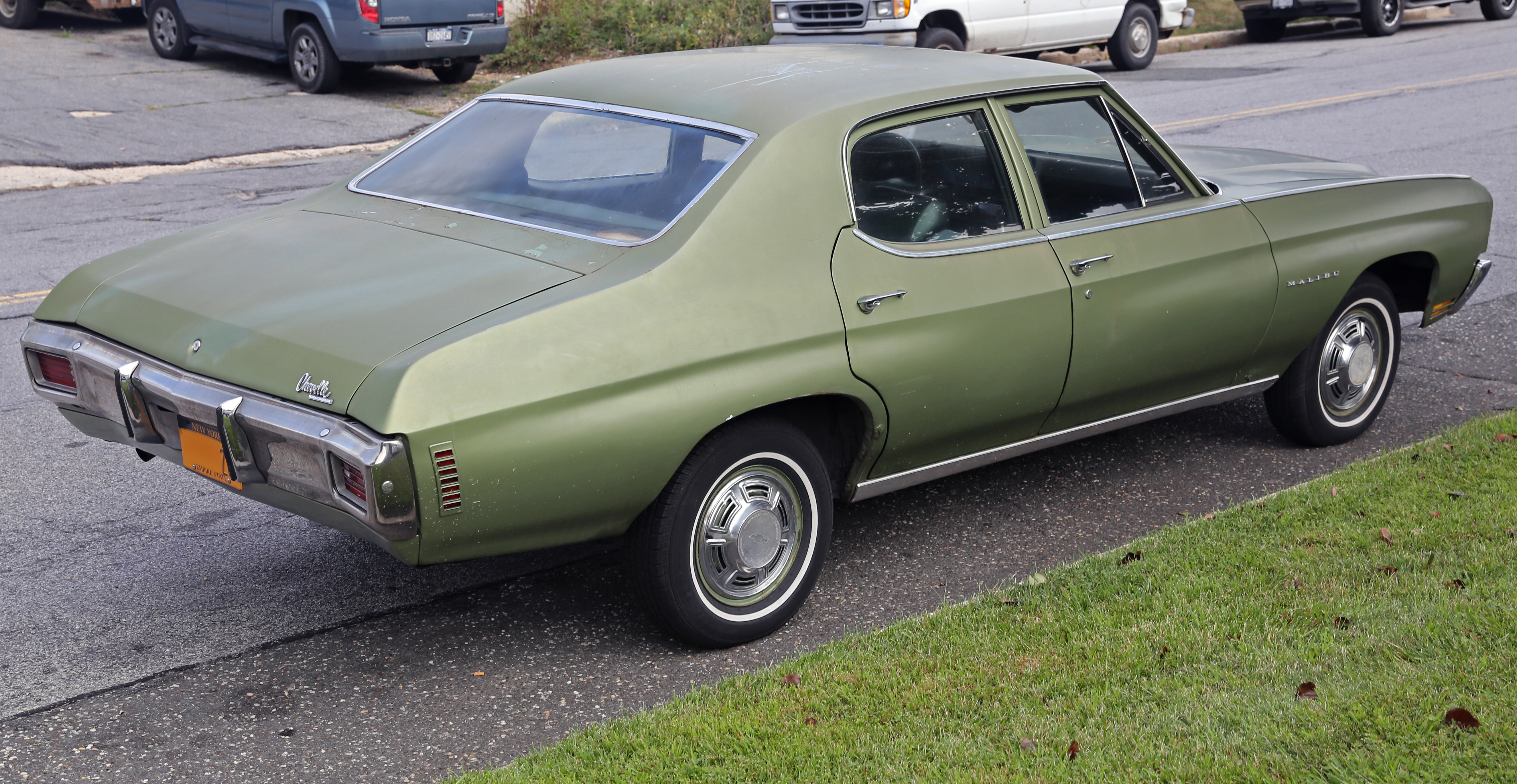
1970 Chevelle Limousine 4-türig
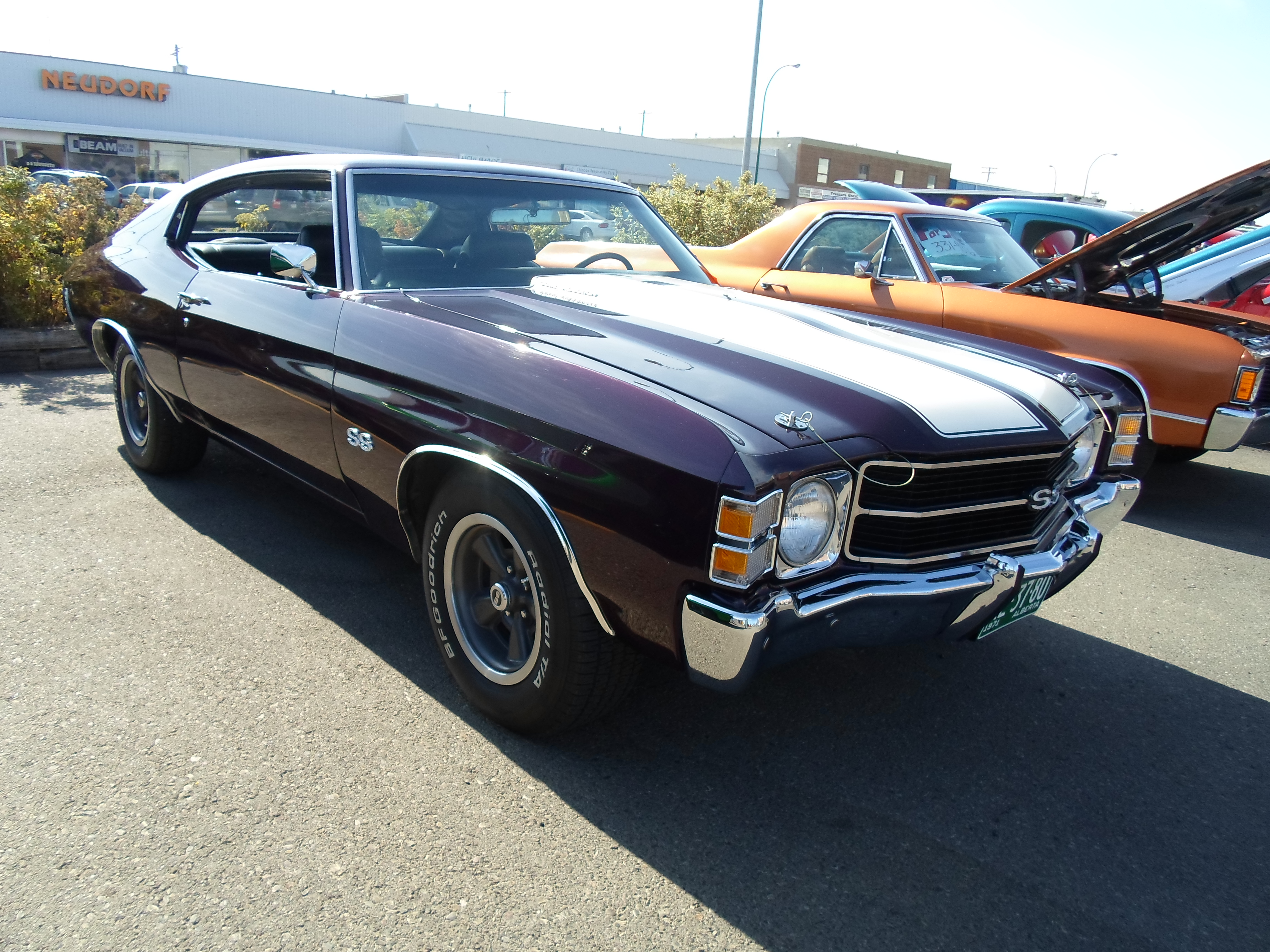
1971 Chevelle SS Hardtop
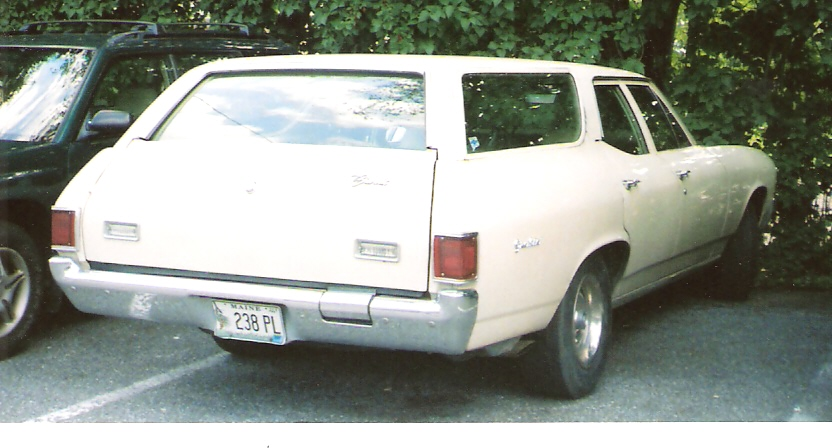
1971 Chevelle Greenbrier Kombi
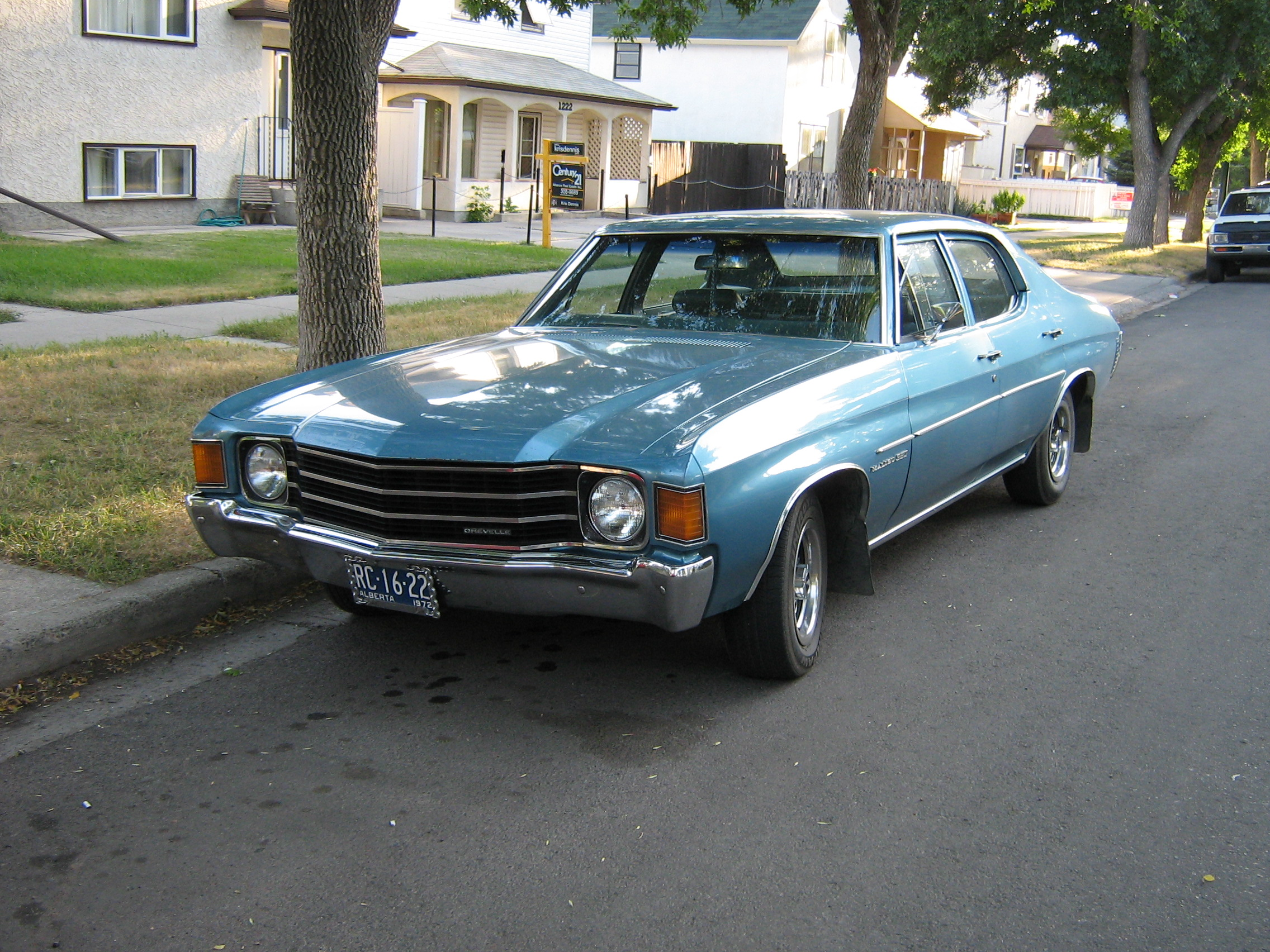
1972 Chevelle Limousine 4-türig
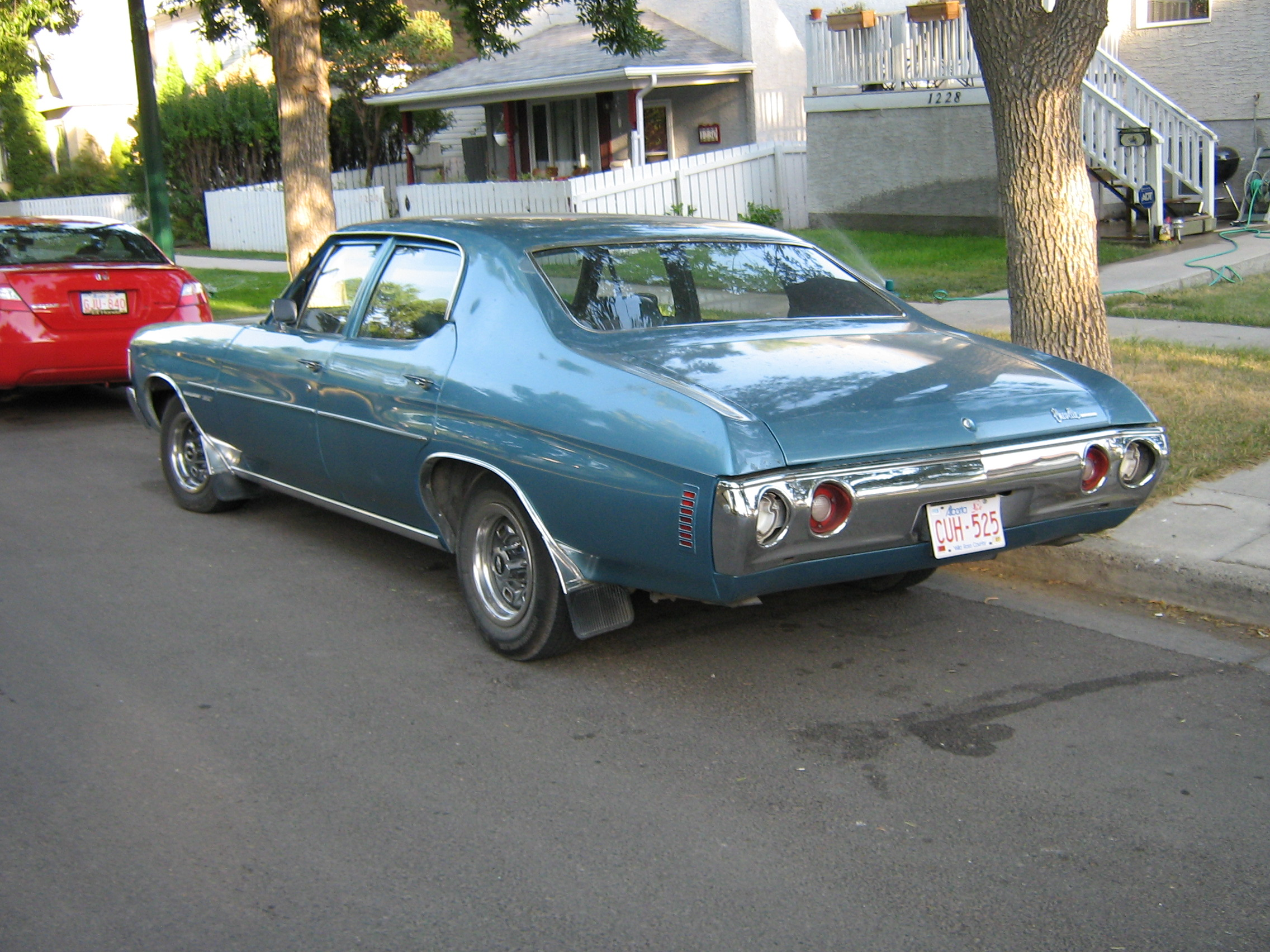
1972 Chevelle Limousine 4-türig

## Chevelle (1973–1977)

### 1973
Die Chevelle wurde für das Modelljahr 1973 vollständig überarbeitet. Das sogenannte „Colonnade Hardtop“-Design enthielt rahmenlose Seitenscheiben in den Türen und feste B-Säulen. So sollten die gesetzlichen Vorschläge zu neuen Sicherheitsstandards bei einem Fahrzeugüberschlag erfüllt werden. Die neue Konstruktion bestand aus einer äußeren und inneren Hülle, Türverstärkungen und einem isolierten Tank sowie extrem verstärkten hinteren Dachsäulen. Ein weiterer Vorteil des neuen Karosseriedesigns war die deutlich verbesserte Sicht, die bei Coupés und Kombis um 25 % und bei Limousinen um 35 % zunahm. Die ungewöhnlich dünnen Windschutzscheibensäulen trugen ebenfalls zu einer deutlich besseren Sicht bei. Eine weitere strukturelle Verbesserung waren Seitenaufprallschutzleisten in den Türen, wie sie von den neuen Federal Motor Vehicle Safety Standards gefordert wurden. Für die Aufnahme der vorderen Stoßstange bzw. der Frontmaske beim Laguna wurde ein hydraulisches System verwendet, um leichte Stöße aufzunehmen und einen Aufprall zu dämpfen. Die Motorhaube erhielt einen Verriegelungsmechanismus, der mittels Griff vom Innenraum zu öffnen war. Die hinteren Seitenscheiben an den Coupés konnten nicht mehr geöffnet werden, dafür gab es gegen Aufpreis eine GM-Klimaanlage. Eine Cabrio-Version wurde nicht mehr angeboten. Sämtliche Sitze waren ohne Federkern und bestanden aus einem Schaumstoffkern. Optional waren für die Malibu Classic Coupés drehbare Vordersitze in Stoff oder Vinyl erhältlich.
Das Chassis-Design war neu, mit einem stabileren Perimeter-Rahmen, überarbeiteten Karosserie-Aufhängungen, einer größeren 8½-Zoll-Hinterachse, überarbeiteten hinteren Querlenkerbuchsen, vergrößertem Federweg vorne und hinten, angepasster Stoßdämpferposition und überarbeiteter vorderer Aufhängungsgeometrie Die Schraubenfedern an jedem Rad wurden per Computer auf das Gewicht des jeweiligen Fahrzeugs abgestimmt.
Der Radstand wurde mit 2800 mm (112 Zoll) für Coupés und 2900 mm (116 Zoll) für Limousinen und Kombis beibehalten, aber die Karosserien wurden um 127 mm (5 Zoll) verlängert und um ca. 25 mm (1 Zoll) verbreitert, mit einer um rund 25 mm (1 Zoll) breiteren Radspur. Das Tankvolumen wurde auf rund 83 Liter (22 Gallonen) vergrößert.
Den Kombi gab es mit sechs oder neun Sitzplätzen und großer Heckklappe. Der Chevrolet El Camino und der GMC Sprint basierten, wie in den vorangegangenen Generationen, auf der Chevelle. Wie schon früher wurde die Form von Front und Heck jedes Jahr ein wenig verändert. Die Chevelle zählte zu den Bestsellern von GM, ebenso wie der Oldsmobile Cutlass der ebenfalls auf der GM-A-Plattform aufgebaut war.
Die Modellpalette 1973 begann mit dem Spitzenmodell Laguna mit seiner PU-Nase in dem auch die Blink-Standleuchten-Kombination verbaut war, gefolgt von den Malibu- und Deluxe-Modellen. Das Super-Sport-Paket gab es für die Malibu-Coupés und – ausschließlich in diesem Jahr – auch für die Kombis. Das SS-Paket bestand aus einem schwarzen Kühlergrill, SS-Emblemen innen und außen, Streifen an den Fahrzeugseiten, Rädern im Rallye-Style und Reifen mit weißer Beschriftung, dem F41-Sportfahrwerk mit Stabilisatoren hinten und vorne und einem V8-Motor mit 5,7 oder 7,4 Litern Hubraum (350 oder 454 in3). Für die so motorisierten Fahrzeuge gab es auch ein 4-stufiges Muncie-Getriebe.
Die Motorisierungen reichten vom Basis 4,1 Liter-Reihensechszylinder oder 5 Liter-V8 bis zum leistungsfähigen 7,4 Liter-V8. Gehärtete Ventilsitze und hydraulischer Ventilspielausgleich machten die Motoren zuverlässig und ermöglichte die Erfüllung der Forderungen zur Verwendung bleifreien Benzins. Querstromkühler und geschlossene Kühlsysteme, die den Lufteintrag ins Kühlsystem vermieden, verhinderten die Überhitzung der Motoren. Einzelsitze und Mittelkonsolen für automatisch- und handgeschaltete Wagen wurden in allen Modellen angeboten, ebenso wie Zusatzinstrumente. Scheibenbremsen vorne und Trommelbremsen hinten und ein Bremskraftverstärker gehörten zur Serienausstattung. Leistungspakete, Klimaanlagen und Stereo-Radiorekorder wurden in diesen Jahren häufiger geordert. In den Modelljahren 1973–1975 gab es auf Wunsch ein elektrisch betätigtes Glasschiebedach.
Das neue Modell verkaufte sich 328.533-mal

| Chevrolet Chevelle                                 | 250                           | 307                                | 350                                | 350                                   | 454                                   |
| -------------------------------------------------- | ----------------------------- | ---------------------------------- | ---------------------------------- | ------------------------------------- | ------------------------------------- |
| Bestellcode                                        | Std-R6                        | L14                                | L65                                | L48                                   | LS4                                   |
| Motorname                                          | Turbo-Thrift                  | Turbo-Fire (Small Block Chevrolet) | Turbo-Fire (Small Block Chevrolet) | Turbo-Fire (Small Block Chevrolet)    | Turbo-Jet (Big Block Chevrolet)       |
| Bremsleistung (netto SAE-PS) bei Drehzahl in min−1 | 100 SAE-HP bei 3600           | 115 SAE-HP bei 3600                | 145 SAE-HP bei 4000                | 175 SAE-HP bei 4000                   | 245 SAE-HP bei 4000                   |
| max. netto Drehmoment bei min−1                    | 237 Nm (175 lbf·ft) bei 1600  | 278 Nm (205 lbf·ft) bei 2000       | 346 Nm (255 lbf·ft) bei 2400       | 353 Nm (260 lbf·ft) bei 2800          | 508 Nm (375 lbf·ft) bei 2800          |
| Verdichtung                                        | 8,5 : 1                       | 8,5 : 1                            | 8,5 : 1                            | 8,5 : 1                               | 8,5 : 1                               |
| Gemischaufbereitung                                | ein Fallstrom-Einfachvergaser | ein Fallstrom-Doppelvergaser       | ein Fallstrom-Doppelvergaser       | ein Fallstrom-Doppel-Registervergaser | ein Fallstrom-Doppel-Registervergaser |

### 1974
Das 1974er Modell hatte neue Chromgrills aus Druckguss, und einzelne rechteckige Rückleuchten ersetzten die doppelten runden Elemente an allen Coupés und Limousinen. Auch die hinteren Stoßstangen wurden massiver gestaltet, um den strengeren US-Normen für 1974 zu entsprechen. Die Innenausstattung des Malibu Classic bestand aus einer mit Stoff oder Vinyl gepolsterten Rücksitzbank, Türverkleidungen mit Teppichbelag und einer Instrumententafelverkleidung mit Holzmaseroptik. In diesem Jahr fiel die Chevelle-Deluxe-Serie und der Nomad weg, wodurch die normale Chevelle Malibu zur Einstiegsserie wurde.
Da der Laguna das Sportmodell der Chevelle war, wurden die Spitzenmodelle in Malibu Classic umbenannt und als Limousine, Coupé oder Kombi angeboten. Anders als der 1973er-Laguna hatte der Malibu Classic den gleichen Kühlergrill wie die einfacheren Chevelle-Modelle, dafür aber eine gefederte Kühlerfigur. Innen hatte der Malibu Classic eine luxuriöse Ausstattung mit Sitzbänken und umlegbaren Rückenlehnen zu bieten (oder auf Wunsch auch Strato-Einzelsitze), die mit Stoff oder Vinyl bezogen waren. Darüber hinaus gab es Türverkleidungen mit Teppich-Bezug, Holzimitat am Armaturenbrett, vertikale „Opera-Windows“ (kleine Fenster in den C-Säulen) bei den Coupés und Holzimitat an den Fahrzeugseiten der Kombis. Als neue Karosserieform wurde für die Coupé eine Variante mit einem kleineren hinteren Seitenfenster eingeführt.
Im Modelljahr 1974 ersetzte das Laguna Type S-3-Coupé den SS als leistungsgesteigerte Sportversion der Chevelle. Die Nomenklatur S3 bezog sich auf die dritte Generation der Chevelle. Die Wagen hatten eine besondere Kunststoff-Nase (Polyurethane), Streifen an den Fahrzeugseiten, Laguna-S-3-Embleme, Rallyräder, Vierspeichenlenkrad und das F41-Sportfahrwerk mit Stabilisatoren hinten und vorne. Radialreifen auf 15″-Felgen und ein darauf abgestimmtes Fahrwerk sorgte für Traktion und die damals eingeführten Dreipunkt-Automatikgurte werden heute noch in modernen Fahrzeugen verwendet. Ein 6,6 Liter-V8-Motor war in diesem Jahr neu. Der 7,4 Liter-V8 war die Topmotorisierung und wurde mit einem TurboHydramatic-400-Automatik oder einem Muncie-Vierganggetriebe kombiniert.
Es wurden 91.612 Malibu, 204.870 Malibu Classic und 21.902 Laguna verkauft.
| Chevrolet Chevelle                                 | 250                           | 350                                | 350                                   | 400                             | 400                                   | 454                                   |
| -------------------------------------------------- | ----------------------------- | ---------------------------------- | ------------------------------------- | ------------------------------- | ------------------------------------- | ------------------------------------- |
| Bestellcode                                        | L22                           | L65                                | LM1                                   | LF6                             | LT4                                   | LS4                                   |
| Motorname                                          | Turbo-Thrift                  | Turbo-Fire (Small Block Chevrolet) | Turbo-Fire (Small Block Chevrolet)    | Turbo-Jet (Big Block Chevrolet) | Turbo-Jet (Big Block Chevrolet)       | Turbo-Jet (Big Block Chevrolet)       |
| Bremsleistung (netto SAE-PS) bei Drehzahl in min−1 | 100 SAE-HP bei 3600           | 145 SAE-HP bei 3800                | 160 SAE-HP bei 3800                   | 150 SAE-HP bei 3200             | 245 SAE-HP bei 4000                   | 235 SAE-HP bei 4000                   |
| max. netto Drehmoment bei min−1                    | 237 Nm (175 lbf·ft) bei 1800  | 339 Nm (250 lbf·ft) bei 2200       | 332 Nm (245 lbf·ft) bei 2400          | 400 Nm (295 lbf·ft) bei 2000    | 393 Nm (290 lbf·ft) bei 2400          | 488 Nm (360 lbf·ft) bei 2800          |
| Verdichtung                                        | 8,25 : 1                      | 8,5 : 1                            | 8,5 : 1                               | 8,5 : 1                         | 8,5 : 1                               | 8,25 : 1                              |
| Gemischaufbereitung                                | ein Fallstrom-Einfachvergaser | ein Fallstrom-Doppelvergaser       | ein Fallstrom-Doppel-Registervergaser | ein Fallstrom-Doppelvergaser    | ein Fallstrom-Doppel-Registervergaser | ein Fallstrom-Doppel-Registervergaser |

### 1975
Die Chevelle wurde für 1975 wenig verändert. Es gab die üblichen Retuschen. Für 1975 wurden die Front- und Heckpartie mit einem vertikalen Kühlergrill mit Gittermuster und neuen verchromten Zierleisten um die Scheinwerfer herum versehen. Die rechteckigen Rückleuchten waren bündig mit der Karosserieoberfläche und durch eine gebürstete Chromplatte verbunden. Die Tachos zeigten sowohl Meilen pro Stunde als auch Kilometern pro Stunde an. Der Lagune entfiel es blieb nur der Type S-3. Dreipunkt-Sicherheitsgurte waren bei allen Modellen Serie.
Der 1975er Laguna Type S-3 wurde mitten im Modelljahr, am 22. Februar, auf der Chicago Auto Show vorgestellt und hatte eine neue, ansteigende Front im NASCAR-Stil.
Das von GM entwickelte H.E.I.-System – „High Energy Ignition“ – sorgte für starke Zündfunken bei minimalem Wartungsaufwand und gesteigerte Leistung. Die größere Verteilerkappe führte zu besserer Leistung bei hoher Drehzahl, weil sie verhinderte, dass ein Funke zur falschen Zündkerze geschickt wurde. Weitere Innovation war ein Katalysator. Der 4,1 Liter-R6 blieb der Einstieg, der 5,7 Liter-V8 mit einem Zweifachvergaser war der Standard-V8, in Kalifornien abweichend mit Doppel-Registervergaser. Der 7,4 Liter-V8 in Verbindung mit dem Turbo-Hydra-Matic 400 Automatikgetriebe wurde als Option im ersten Modellhalbjahr ausgeliefert, dann gab es den 6,6 Liter-V8 als Topmotorisierung.
| Chevrolet Chevelle                                 | 250                           | 350                                | 350                                   | 400                                   | 454                                   |
| -------------------------------------------------- | ----------------------------- | ---------------------------------- | ------------------------------------- | ------------------------------------- | ------------------------------------- |
| Bestellcode                                        | L22                           | L65                                | LM1                                   | LT4                                   | LS4                                   |
| Motorname                                          | Turbo-Thrift                  | Turbo-Fire (Small Block Chevrolet) | Turbo-Fire (Small Block Chevrolet)    | Turbo-Jet (Big Block Chevrolet)       | Turbo-Jet (Big Block Chevrolet)       |
| Bremsleistung (netto SAE-PS) bei Drehzahl in min−1 | 105 SAE-HP bei 3800           | 145 SAE-HP bei 3800                | 155 SAE-HP bei 3800                   | 175 SAE-HP bei 3600                   | 215 SAE-HP bei 4000                   |
| max. netto Drehmoment bei min−1                    | 250 Nm (185 lbf·ft) bei 1200  | 339 Nm (250 lbf·ft) bei 2200       | 339 Nm (250 lbf·ft) bei 2400          | 414 Nm (305 lbf·ft) bei 2000          | 475 Nm (350 lbf·ft) bei 2400          |
| Verdichtung                                        | 8,25 : 1                      | 8,5 : 1                            | 8,5 : 1                               | 8,5 : 1                               | 8,15 : 1                              |
| Gemischaufbereitung                                | ein Fallstrom-Einfachvergaser | ein Fallstrom-Doppelvergaser       | ein Fallstrom-Doppel-Registervergaser | ein Fallstrom-Doppel-Registervergaser | ein Fallstrom-Doppel-Registervergaser |

### 1976
Der 1976er Malibu Classic erhielt einen Kreuzschraffur-Kühlergrill, der von zwei gestapelten rechteckigen Scheinwerfern flankiert wurde, während die kleineren Modelle einen schrägen Kühlergrill hatten und mit den bisherigen einzelnen runden Lampen fortfuhren. Auch hier gab es Lamellen an den Seitenfenstern und eine abgeschrägte Urethan-Front in Wagenfarbe. Die Lagunas teilten sich die Rundinstrumententafel mit dem Chevrolet Monte Carlo und konnten mit einem Vierspeichen-Sportlenkrad sowie drehbaren Schalensitzen und einer Mittelkonsole bestellt werden. Kleinere Modelle hatten ein Armaturenbrett und einen linear ablesbaren Tachometer. Im Jahr 1976 gab es die Chevelle mit dem neuen 5,0 Liter-V8, dem 5,7 Liter-V8 oder dem 6,6 Liter-V8.
| Chevrolet Chevelle                                 | 250                           | 305                                | 350                                | 350                                   | 400                                   |
| -------------------------------------------------- | ----------------------------- | ---------------------------------- | ---------------------------------- | ------------------------------------- | ------------------------------------- |
| Bestellcode                                        | L22                           | LG3                                | L65                                | LM1                                   | LT4                                   |
| Motorname                                          | Turbo-Thrift                  | Turbo-Fire (Small Block Chevrolet) | Turbo-Fire (Small Block Chevrolet) | Turbo-Fire (Small Block Chevrolet)    | Turbo-Jet (Big Block Chevrolet)       |
| Bremsleistung (netto SAE-PS) bei Drehzahl in min−1 | 105 SAE-HP bei 3800           | 140 SAE-HP bei 3800                | 145 SAE-HP bei 3800                | 165 SAE-HP bei 3800                   | 175 SAE-HP bei 3600                   |
| max. netto Drehmoment bei min−1                    | 250 Nm (185 lbf·ft) bei 1200  | 332 Nm (245 lbf·ft) bei 2000       | 339 Nm (250 lbf·ft) bei 2200       | 353 Nm (260 lbf·ft) bei 2400          | 414 Nm (305 lbf·ft) bei 2000          |
| Verdichtung                                        | 8,25 : 1                      | 8,25 : 1                           | 8,25 : 1                           | 8,25 : 1                              | 8,25 : 1                              |
| Gemischaufbereitung                                | ein Fallstrom-Einfachvergaser | ein Fallstrom-Doppelvergaser       | ein Fallstrom-Doppelvergaser       | ein Fallstrom-Doppel-Registervergaser | ein Fallstrom-Doppel-Registervergaser |

### 1977
Die 1977er Chevelle verfügte über neue Kühlergrills. Das Lineup bestand aus Malibu und Malibu Classic Modellen in den Karosserievarianten Coupé, Limousine und Kombi. Kombi und der Laguna Type S-3 waren verschwunden. Die Malibu Classics, wiederum das Topmodell, wechselten zu einem vertikalen Kühlergrill und sechsteiligen Rückleuchten, behielten aber ihre Doppelscheinwerfer und die aufrecht stehende Motorhaube. Für 1977 war der Malibu Classic das Spitzenmodell und der 5,7 Liter-V8 die Topmotorisierung. Der Malibu Classics verfügte über eine luxuriöse geteilte Stoff-/Vinyl-Vordersitzbank, ein farblich abgestimmtes Lenkrad und eine Instrumententafel mit Holzmaser-Akzenten. Zu den Malibu-Optionen gehörten eine Exterieur-Dekorgruppe, getöntes Glas und komplette Radabdeckungen. Es gab eine Chevelle S.E. (Special Edition), die Spoiler vorne und hinten, Rallyräder, eine spezielle Lackierung und ein Sportfahrwerk bot. Es wurden aber 50 Exemplare gebaut.
Als GM die Mittelklassemodelle 1978 verkleinerte, ließ man den Namen Chevelle fallen und nannte die Modellreihe Chevrolet Malibu.
Von der dritten Generation der Chevelle entstanden ca. 1.600.000 Exemplare in fünf Jahren.
| Chevrolet Chevelle                                 | 250                           | 305                                | 350                                   |
| -------------------------------------------------- | ----------------------------- | ---------------------------------- | ------------------------------------- |
| Bestellcode                                        | L22                           | LG3                                | LM1                                   |
| Motorname                                          | Turbo-Thrift                  | Turbo-Fire (Small Block Chevrolet) | Turbo-Fire (Small Block Chevrolet)    |
| Bremsleistung (netto SAE-PS) bei Drehzahl in min−1 | 105 SAE-HP bei 3800           | 145 SAE-HP bei 3800                | 170 SAE-HP bei 3800                   |
| max. netto Drehmoment bei min−1                    | 264 Nm (195 lbf·ft) bei 1600  | 332 Nm (245 lbf·ft) bei 2400       | 366 Nm (270 lbf·ft) bei 2400          |
| Verdichtung                                        | 8,3 : 1                       | 8,5 : 1                            | 8,5 : 1                               |
| Gemischaufbereitung                                | ein Fallstrom-Einfachvergaser | ein Fallstrom-Doppelvergaser       | ein Fallstrom-Doppel-Registervergaser |

### Preisentwicklung Modelljahre 1973–1977
Der Listenpreis bezieht sich auf die jeweils kleinste Motorisierung ohne weitere Optionen für das günstigste Fahrzeug, das in der Regel die 2-türige oder 4-türige Limousine war. In den hellblauen Spalten, sind die gerundeten Preise nach Bereinigung der Inflation (mit Stand 2025) und Umrechnung zum aktuellen Wechselkurs von USD in EURO, für jeweils das erste und letzte Modelljahr, in dem die Variante erschien, zu finden.
| Listenpreise in US-Dollar      | Listenpreise in US-Dollar | Listenpreise in US-Dollar | Listenpreise in US-Dollar | Listenpreise in US-Dollar | Listenpreise in US-Dollar | Listenpreise in US-Dollar | Listenpreise in US-Dollar | Listenpreise in US-Dollar | Listenpreise in US-Dollar | Listenpreise in US-Dollar | Listenpreise in US-Dollar | Listenpreise in US-Dollar | Listenpreise in US-Dollar | Listenpreise in US-Dollar |
| Typ oder Option                | Modellcode                | Modellcode                | Preis                     | 3. Generation             | 3. Generation             | 3. Generation             | 3. Generation             | 3. Generation             | 3. Generation             | 3. Generation             | 3. Generation             | 3. Generation             | 3. Generation             | Preis                     |
| Typ oder Option                | Modellcode                | Modellcode                | Stand 2025 in EUR         | 1973                      | 1973                      | 1974                      | 1974                      | 1975                      | 1975                      | 1976                      | 1976                      | 1977                      | 1977                      | Stand 2025 in EUR         |
| Typ oder Option                | R6                        | V8                        | Stand 2025 in EUR         | R6                        | V8                        | R6                        | V8                        | R6                        | V8                        | R6                        | V8                        | R6                        | V8                        | Stand 2025 in EUR         |
| ------------------------------ | ------------------------- | ------------------------- | ------------------------- | ------------------------- | ------------------------- | ------------------------- | ------------------------- | ------------------------- | ------------------------- | ------------------------- | ------------------------- | ------------------------- | ------------------------- | ------------------------- |
| Chevelle Deluxe                | 1C                        | 1C                        | 16.500                    | 2.719                     | 2.835                     |                           |                           |                           |                           |                           |                           |                           |                           | 17.200                    |
| Chevelle Malibu                | 1D                        | 1D                        | 17.500                    | 2.871                     | 2.987                     |                           |                           |                           |                           |                           |                           |                           |                           | 18.200                    |
| Chevelle Malibu Estate         | –                         | 1G                        | 21.100                    | –                         | 3.475                     |                           |                           |                           |                           |                           |                           |                           |                           | 21.100                    |
| Chevelle Laguna                | –                         | 1E                        | 19.300                    | –                         | 3.179                     | –                         | 3.723                     |                           |                           |                           |                           |                           |                           | 20.400                    |
| Chevelle Laguna Estate         | –                         | 1H                        | 22.300                    | –                         | 3.662                     |                           |                           |                           |                           |                           |                           |                           |                           | 22.300                    |
| Chevelle Malibu                | 1C                        | 1C                        | 18.500                    |                           |                           | 3.049                     | 3.340                     | 3.402                     | 3.652                     | 3.636                     | 3.755                     | 3.885                     | 4.005                     | 17.900                    |
| Chevelle Malibu Classic        | 1D                        | 1D                        | 20.100                    |                           |                           | 3.304                     | 3.595                     | 3.695                     | 3.945                     | 3.926                     | 4.455                     | 4.125                     | 4.245                     | 18.900                    |
| Chevelle Malibu Classic Estate | –                         | 1G                        | 23.500                    |                           |                           | –                         | 4.291                     | –                         | 4.748                     | –                         | 4.971                     |                           |                           | 23.600                    |
| Chevelle Laguna Type S-3       | –                         | 1E                        | 24.700                    |                           |                           | –                         | 4.504                     | –                         | 4.113                     | –                         | 4.621                     |                           |                           | 21.900                    |

### Galerie

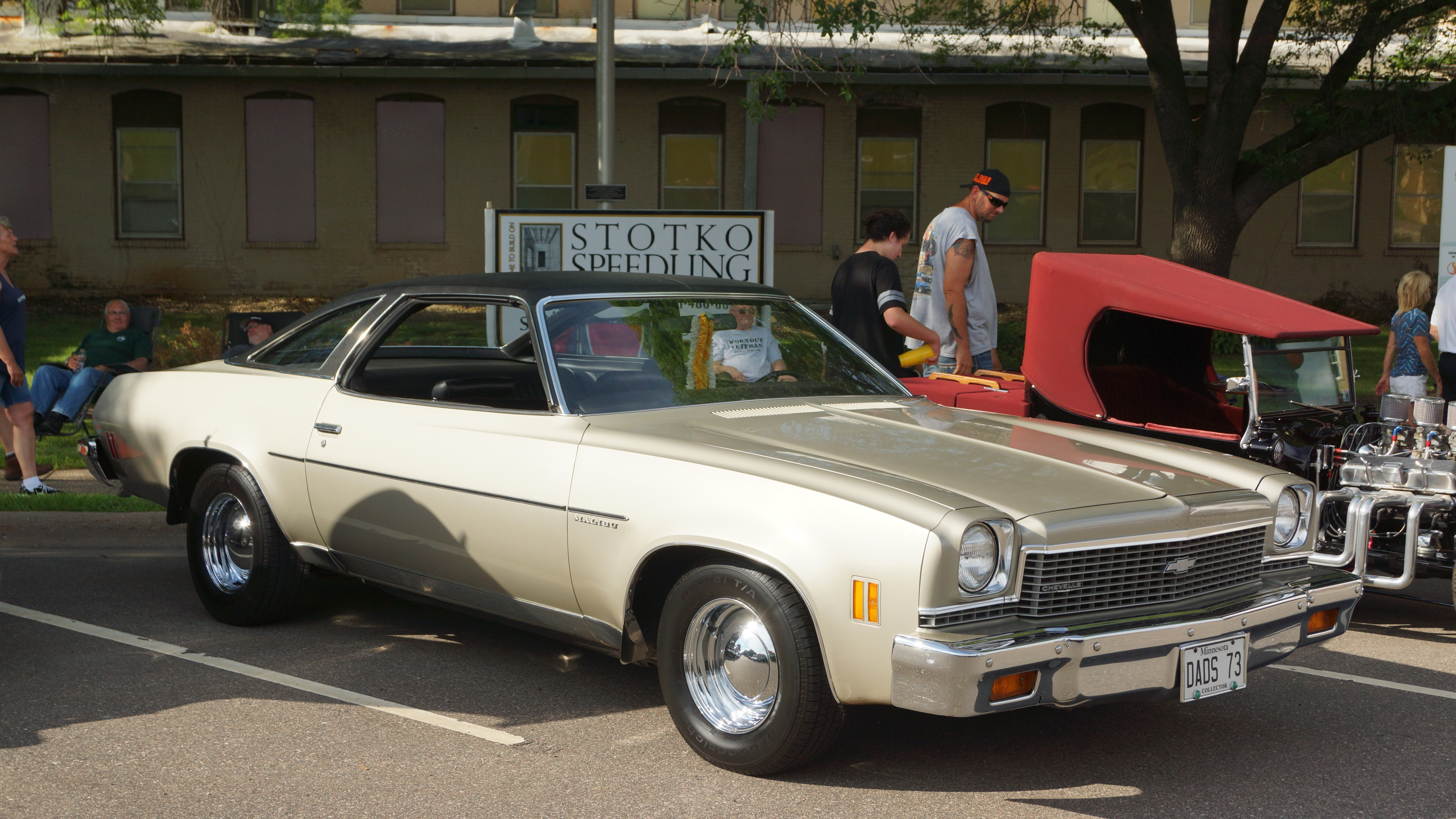
1973 Chevelle Malibu Coupé
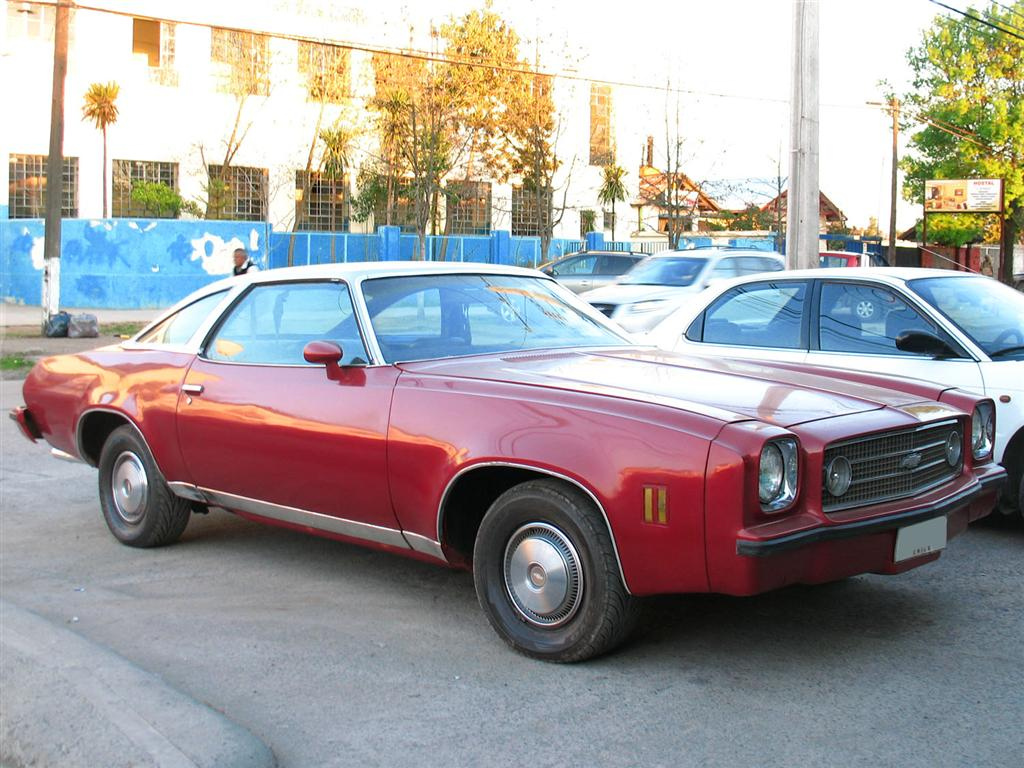
1973 Chevelle Laguna Colonnade Hardtop
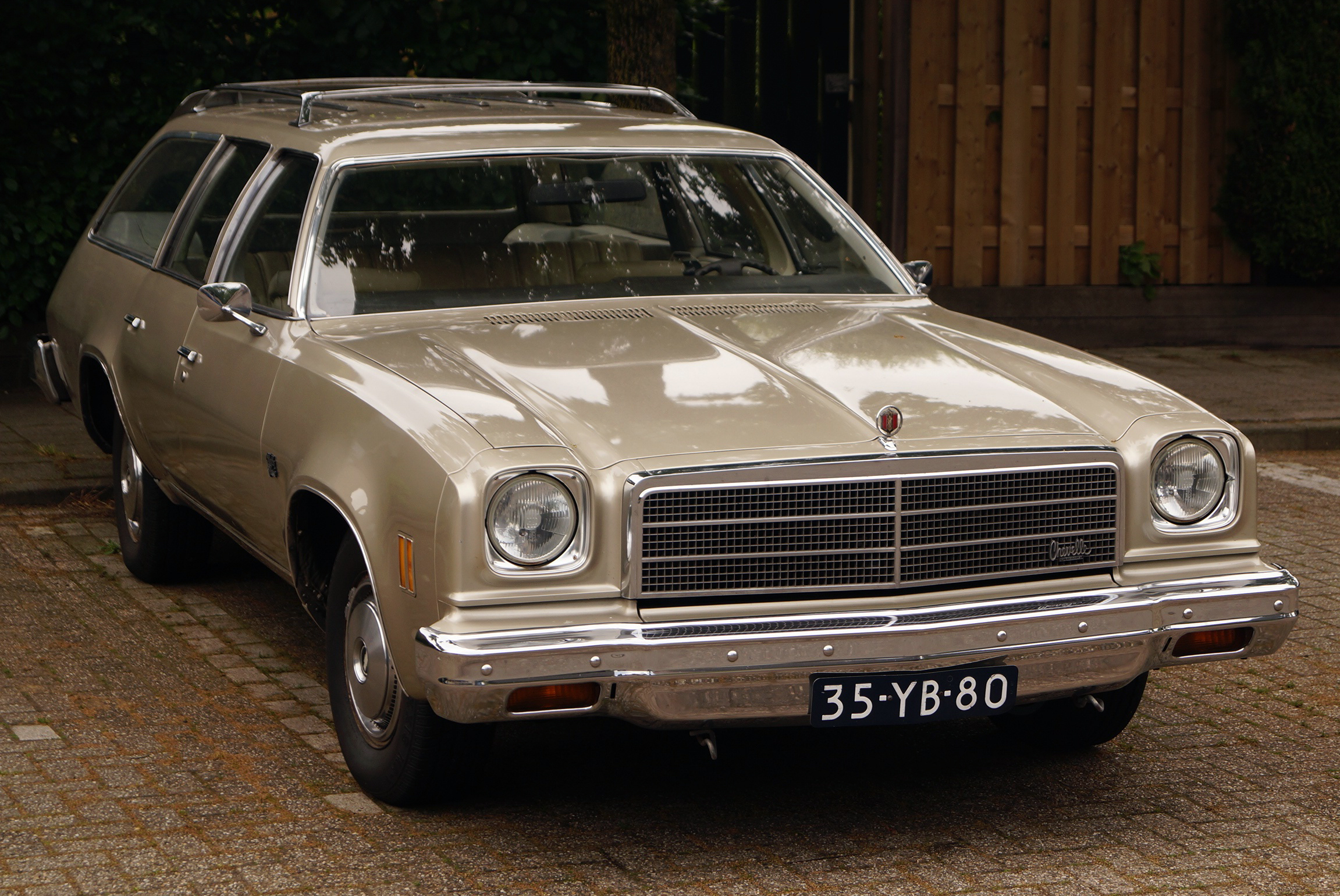
1974 Chevelle Malibu Estate
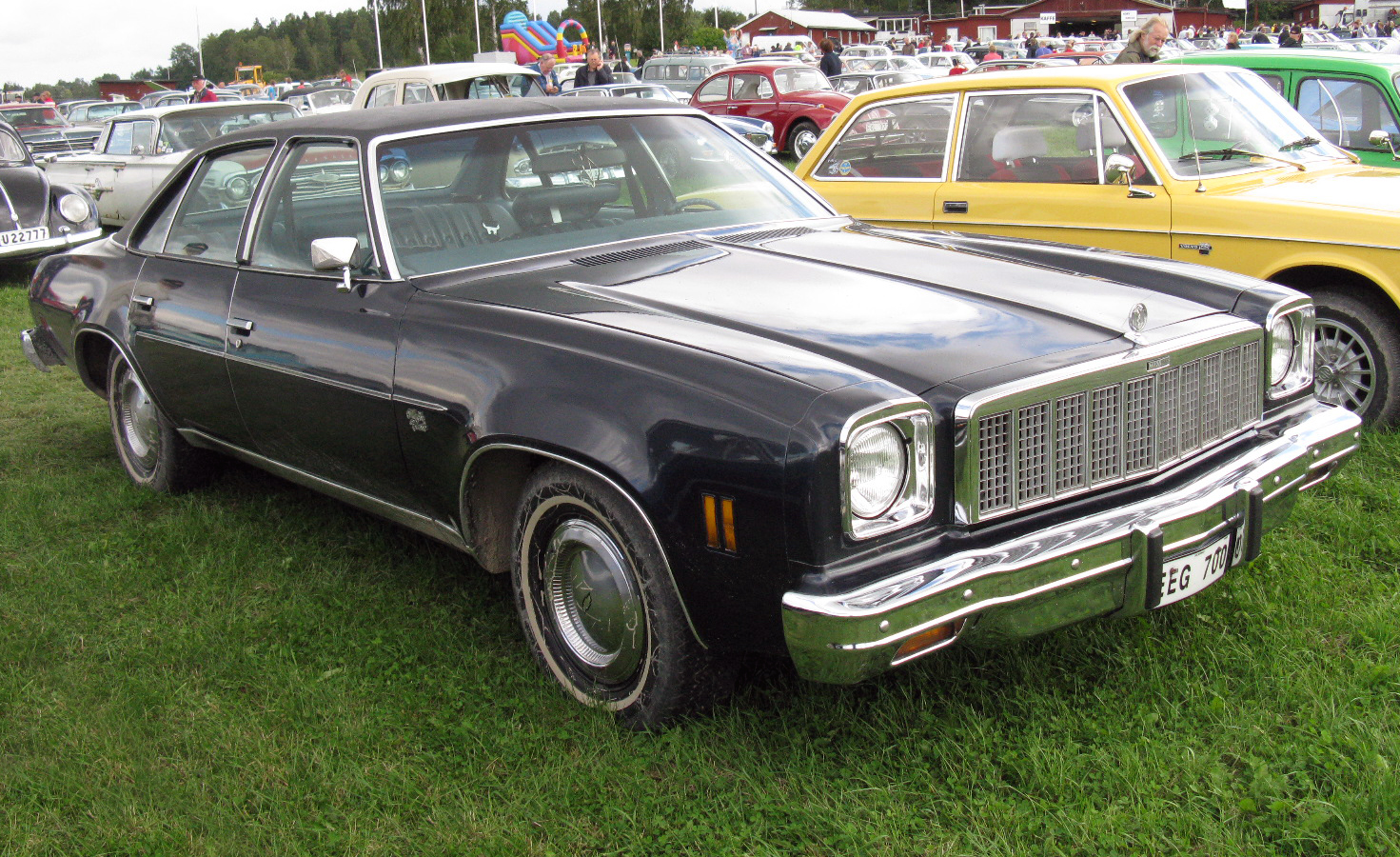
1975 Chevelle Malibu Limousine
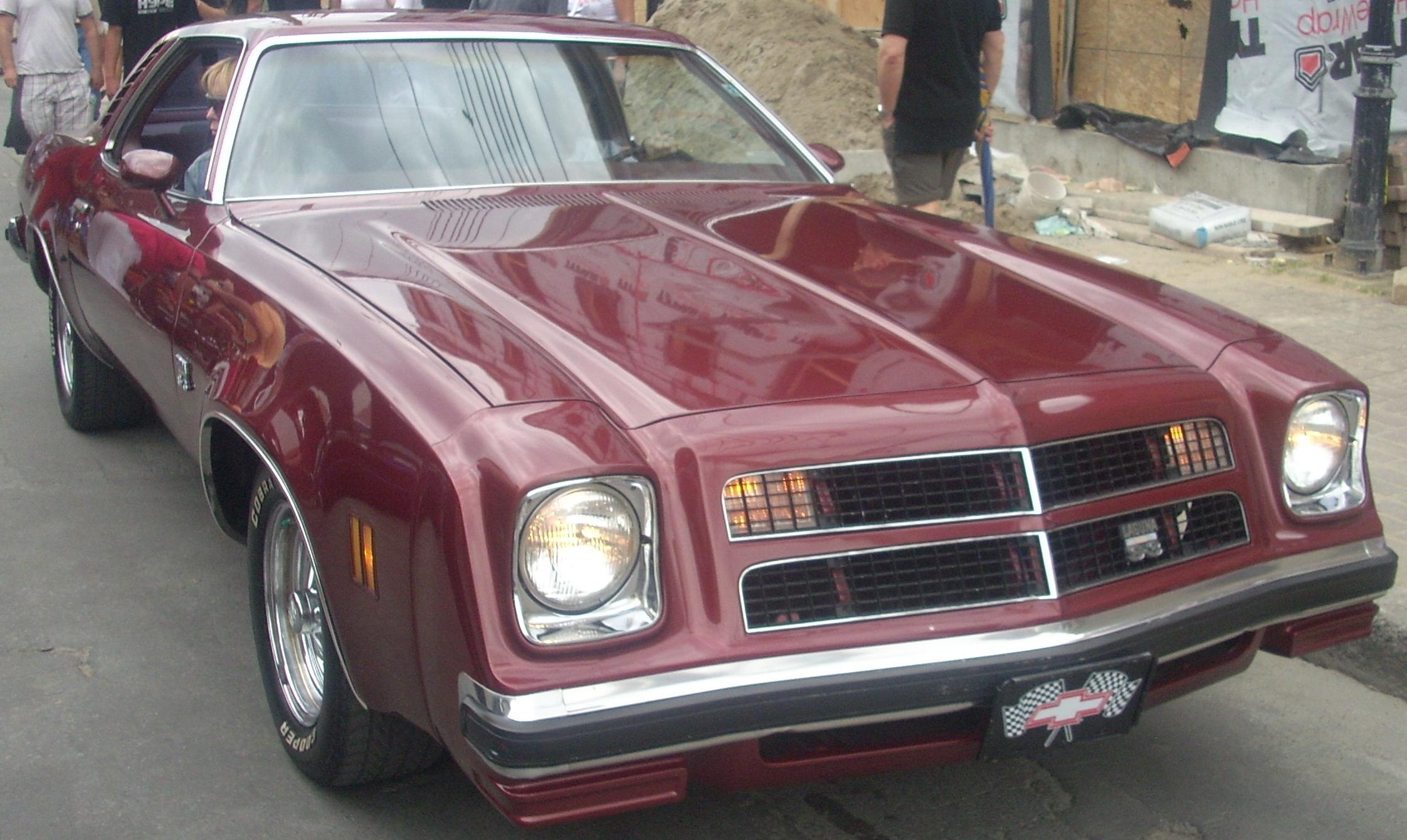
1976 Chevelle Laguna Type S-3
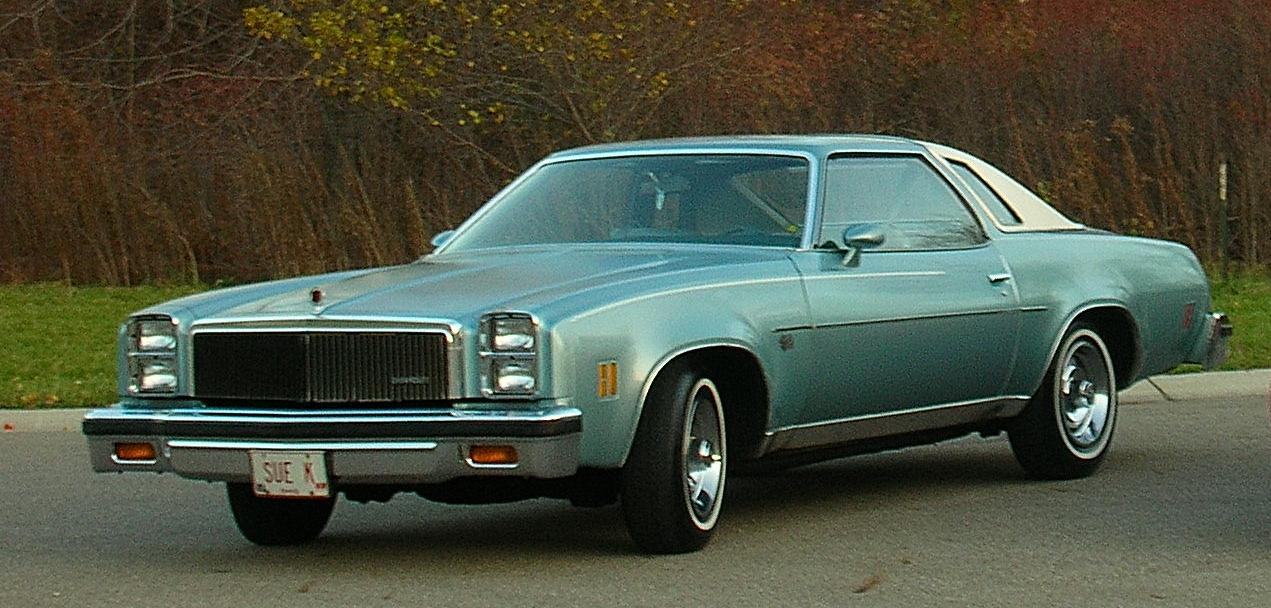
1977 Chevelle Malibu Classic Coupé

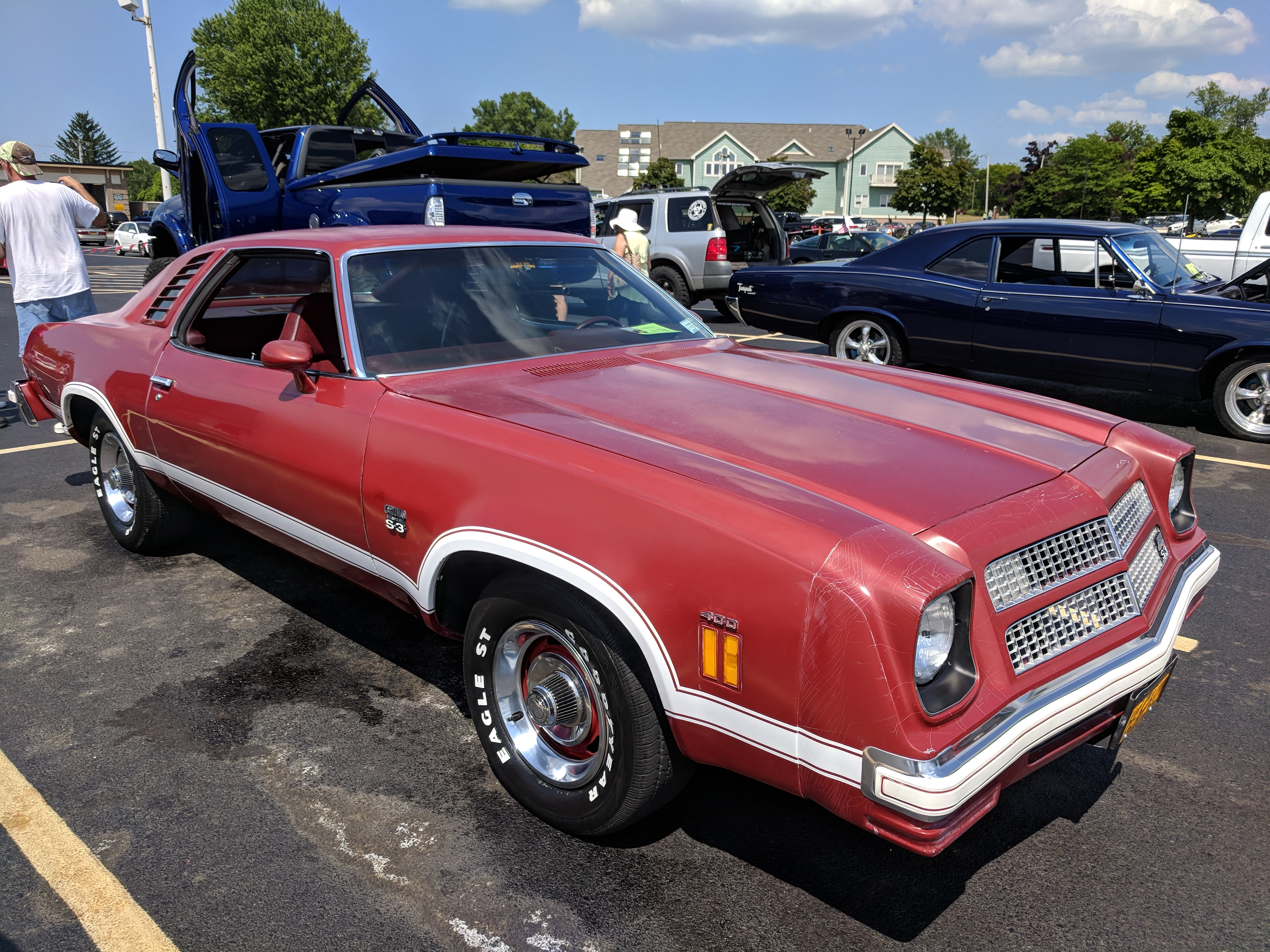
Chevelle Laguna mit aerodynamischer Front

### NASCAR
Die Chevelle von 1973 bis 1977 war in den 1970er-Jahren das erfolgreichste Auto in den NASCAR-Rennen. Der Wagen war so beliebt und erfolgreich auf den Rennkursen, dass Chevrolet 1975 eine neue Nase lieferte, die zu den heutigen aerodynamischen Autos hinführte. Die Wagen dominierten die Rennen so sehr, dass die Nascar-Organisation den Einsatz einer Abdeckplatte für die Vergaser für alle Chevelle Laguna vorschrieb.

Fahrer dieser Wagen waren: Darrell Waltrip, Junior Johnson, Benny Parsons, Cale Yarborough, Bobby und Donnie Allison, Bobby Isaac, Lennie Pond, A.J. Foyt, Ricky Rudd, Dale Earnhardt und die Fahrerin Janet Guthrie.

## Trivia
- Im Film „John Wick“ fährt der Charakter John Wick, gespielt von Keanu Reeves, eine 1970 Chevelle SS, nachdem sein Ford Mustang Mach 1 gestohlen wurde.
- In „Faster“ von 2010 fährt Dwayne „The Rock“ Johnson eine schwarze Chevelle SS auf einem Rachefeldzug.
- Auch im Kapitel 2 der John Wick Reihe fährt die Hauptperson wieder mit einer dunkelgrünen 1970 Chevelle SS.
- Als Ersatz für einen defekten Dodge Charger erhält John Milton (Nicolas Cage) im Film „Drive Angry“ eine 1971 Chevelle SS 454 um sein Ziel, die Rettung eines Babys abschließen zu können.
- Mit einem Chevelle SS-Coupé flüchten Percy Jackson (Logan Lerman), seine Mutter (Catherine Keener) sowie der Satyr Grover Underwood (Brandon T. Jackson) im Film „Percy Jackson – Diebe im Olymp“ von 2010 in ein „Halbgottcamp“.[35] Der Wagen wird zum Ende der Fahrt vom Minotaurus zerstört.
- In der Serie iZombie Staffel 2 Folge 16 geht es auch um eine Chevelle. Eine Stripperin hat das Fahrzeug durch Identitätsdiebstahl erworben und benutzt es mit ihrem Freund.
- In den letzten Szenen des Films „The Fast and the Furious“ von 2001 fährt die Hauptperson Dominic „Dom“ Toretto, gespielt von Vin Diesel, mit einer roten 1970er Chevelle SS durch Baja/Mexico.[36]